# Шри-Ланка
Шри-Ла́нка́ (синг. ශ්‍රී ලංකා, там. இலங்கை), официальное название — Демократи́ческая Социалисти́ческая Респу́блика Шри-Ла́нка (синг. ශ්‍රී ලංකා ප්‍රජාතාන්ත්‍රික සමාජවාදී ජනරජය, там. இலங்கை சனநாயக சோசலிசக் குடியரசு) — островное государство в Южной Азии, на одноимённом острове у юго-восточного побережья Индостана. Со времён португальского вторжения и до 1972 года в европейских языках называлась Цейло́н (от порт. Ceilão). Шри-ланка (श्री लङ्का) в переводе с санскр. — «славная, благословенная земля». Имеет морскую границу с Индией.
Официальная столица с 1982 года — Шри-Джаяварденепура-Котте (местопребывание Парламента Шри-Ланки и Верховного суда). Прежняя официальная, а ныне фактическая столица — Коломбо (местопребывание Правительства, резиденция президента).
Государственные языки — сингальский и тамильский; английский признан языком межэтнического общения. 

## Этимология
В древности Шри-Ланка была известна путешественникам под разными именами.
Согласно исторической поэме «Махавамса», легендарный царевич Виджая назвал остров Тамбапани (что означает «медно-красные руки» или «медно-красная земля») — из-за того, что у его соратников руки были окрашены красной почвой острова. В индуистской мифологии — в частности, в «Рамаяне» — остров упоминается как Ланка («Остров»). Тамильский термин Eelam (там. ஈழம், Īḻam) использовался для обозначения всего острова в сангамской литературе.
Древнегреческие географы называли остров «Тапробана» (др.-греч. Ταπροβανᾶ) или Taprobanē (Ταπροβανῆ), от слова Тамбапани. Персы и арабы называли остров Сарандиб — от Серентиву или Симхаладвипа (санскр. Siṃhaladvīpaḥ).
Португальцы, захватившие остров в 1505 году, дали ему название Ceilão. Оно было транслитерировано на английский язык как «Цейлон». В качестве британской колонии остров был известен как «Цейлон», а в 1948 году добился независимости как доминион Цейлон. Название «Республика Шри-Ланка» было официально принято в качестве названия страны в новой конституции 1972 года и изменено на «Демократическая Социалистическая Республика Шри-Ланка» в конституции 1978 года.

## География
Остров Шри-Ланка расположен в Южной Азии, немного восточнее южной оконечности Индостана у юго-восточного побережья Индии, в 880 км к северу от экватора. Отделён от Индостана Маннарским заливом и Полкским проливом, между которыми находится цепь отмелей и островов Адамов Мост, когда-то полностью соединявшая Шри-Ланку с материком, но, по данным летописей, разрушенная землетрясением около 1481 года.

### Рельеф

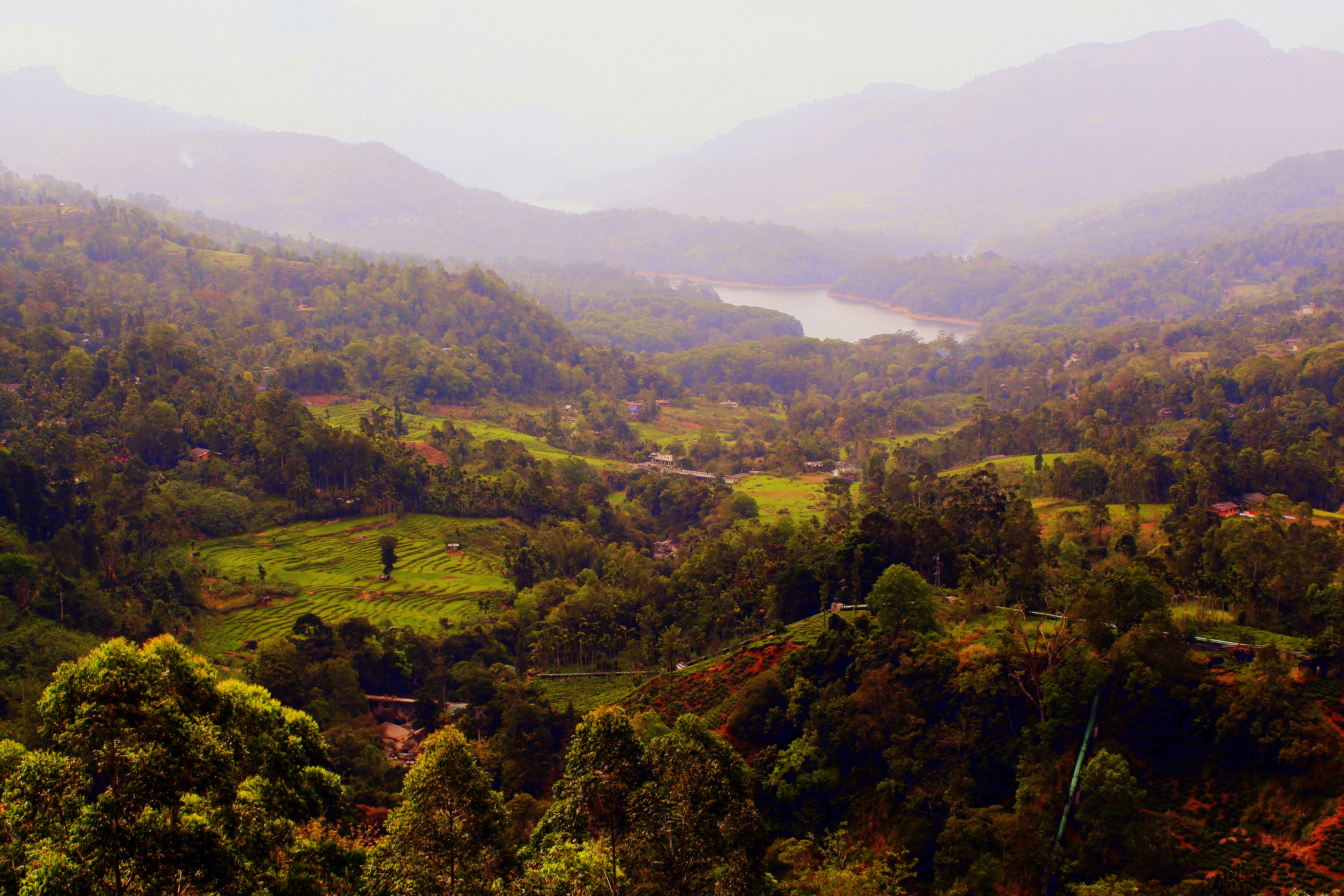
Природа Шри-Ланки

Около 80 % территории Шри-Ланки занимают прибрежные низменности. Горы расположены в центральной и южной частях страны. Центральное нагорье состоит из нескольких ярусов; высочайшая вершина — г. Пидуруталагала (2524 м), другая известная вершина — Адамов Пик (2243 м). Вдоль побережий находятся песчаные пляжи, в некоторых местах защищённые коралловыми рифами.

### Внутренние воды

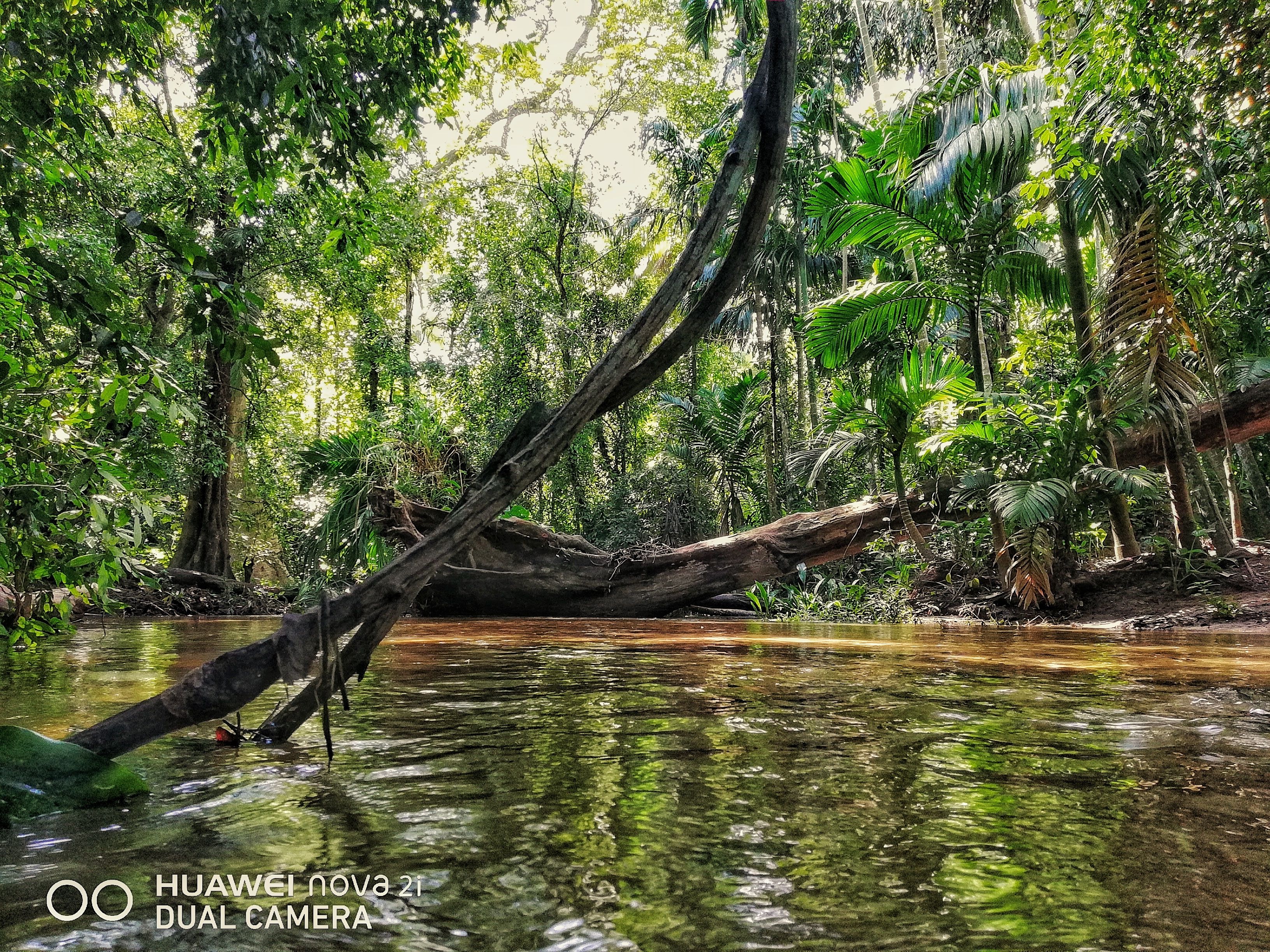
Река на Шри-Ланке

Равнинные реки короткие, берут начало на склонах Центрального нагорья, имеют быстрое течение и растекаются, образуя водопады. Крупнейшие реки: Махавели-Ганга, Келани, Калу, Аруви-Ару. На 12 крупных рек приходится около 75 % среднегодового речного стока страны.
В северных и восточных регионах воды рек используются главным образом для орошения полей. Шри-Ланка также обладает одним из самых высоких коэффициентов озёрности в мире благодаря большому количеству водохранилищ и искусственных водоёмов.

### Климат
Климат в Шри-Ланке муссонный, на юге и западе — экваториальный, на севере и востоке — субэкваториальный. Среднегодовая дневная температура воздуха колеблется от +26 (в низинах) до +35 °С. На больших высотах (около 2000 метров) температура может опускаться до 16 °C. Влажность воздуха составляет 80—90 %.
Самым жарким временем года является весна. С мая по июль в южных и центральных частях Шри-Ланки наблюдаются ежедневные обильные осадки, которые приносит юго-западный муссон; с декабря по январь северо-восточные муссонные осадки выпадают в северных и восточных регионах.

### Флора и фауна

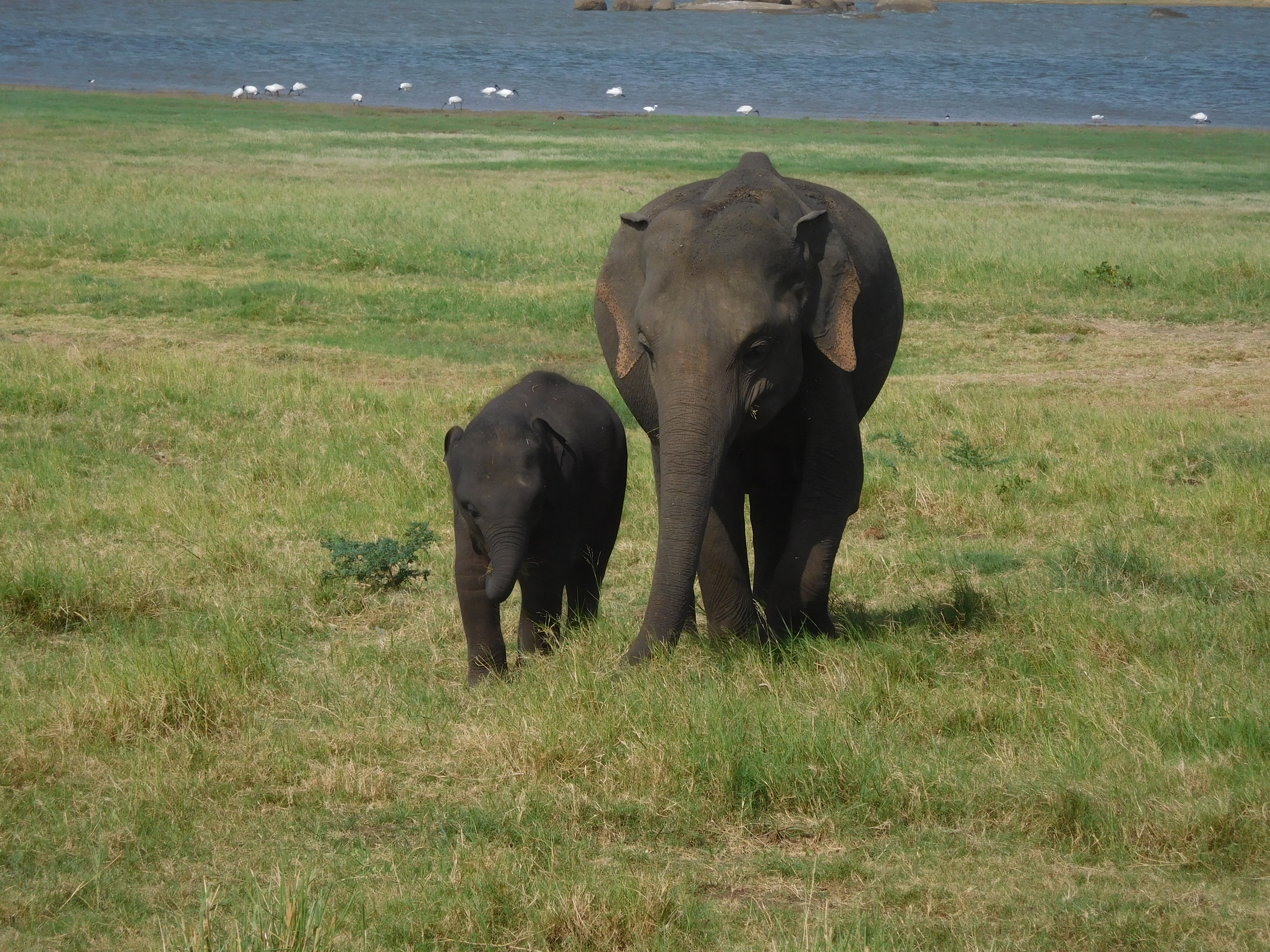
Слоны в национальном парке Миннерия

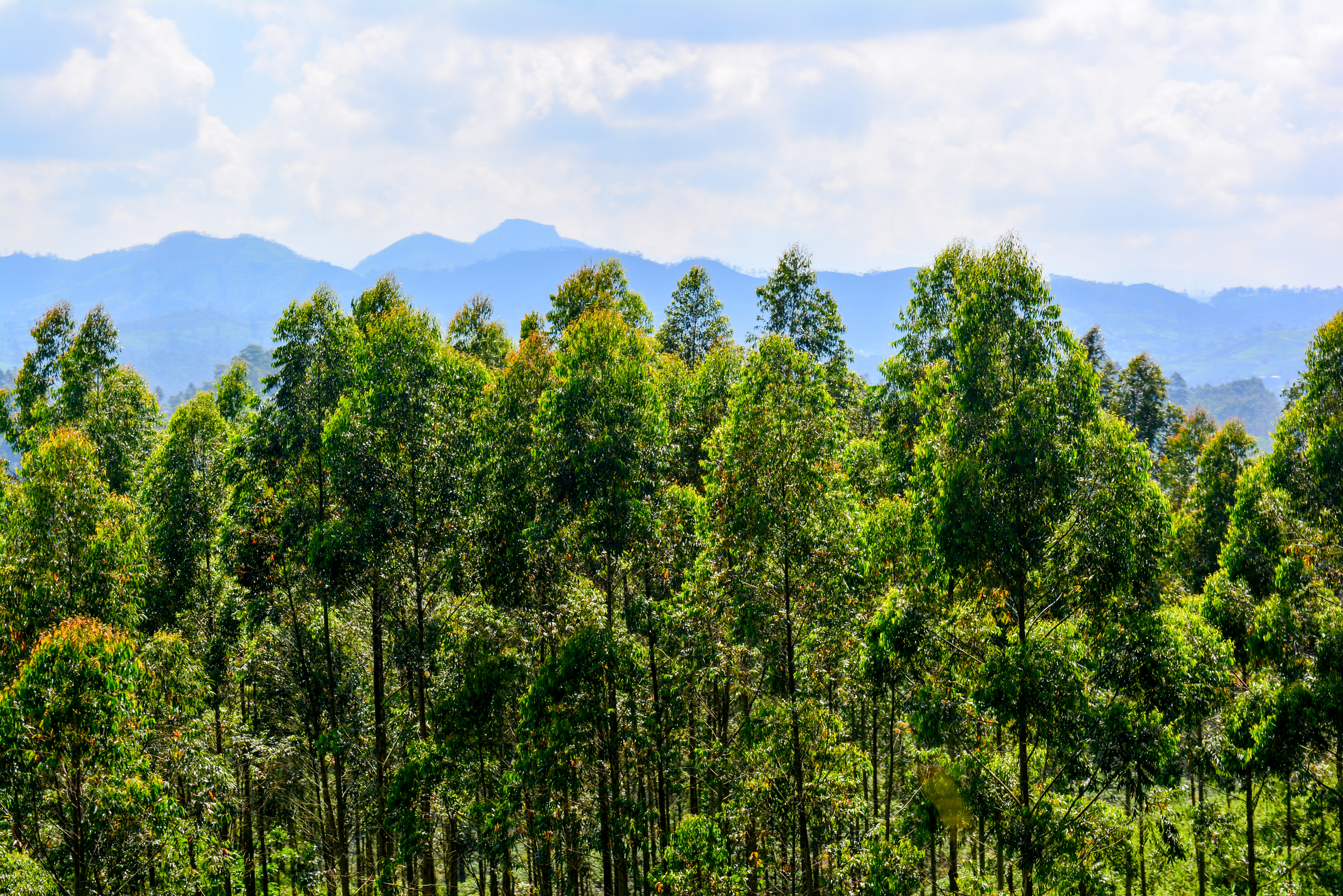
Лес на Шри-Ланке

Шри-Ланка имеет самое высокое биоразнообразие на единицу площади среди азиатских стран с точки зрения концентрации видов. Согласно Красной книге, в Шри-Ланке насчитывается 253 вида наземных улиток, 245 видов бабочек, 240 птиц, 211 рептилий, 748 позвоночных, 1492 беспозвоночных, 336 птеридофиллумов и 3154 цветковых растения, четверть которых являются эндемиками, наряду с 43 % коренных позвоночных (за исключением морских форм), причём самые высокие показатели зарегистрированы среди земноводных, пресноводных рыб и рептилий.
Шри-Ланка включает 4 наземных экорегиона: низменные тропические леса, горные тропические леса, сухие вечнозелёные леса сухой зоны и колючие кустарниковые леса Декана. Среди деревьев сухих лесов встречаются ценные виды, такие как сатиновое дерево, эбеновое дерево, железное дерево, махагони и тик. Влажная зона представляет собой тропический вечнозелёный лес с высокими широколиственными деревьями и густым подлеском из виноградных лоз и лиан. В высокогорьях процветают субтропические вечнозелёные леса, напоминающие леса умеренных климатических зон.
Во время реализации программы Махавели в 1970-х и 1980-х годах на севере Шри-Ланки правительство выделило 4 участка земли общей площадью 1900 км² в качестве национальных парков. Статистика площади лесов Шри-Ланки показывает быстрые темпы вырубки с 1956 по 2010 год. В 1956 году площадь лесов составляла 44,2 % от всей площади страны; в 1999 году — 29,6 %; в 2010 году — 28,7 %.

## История
Территория острова была заселена в палеолите. Древнейшие жители острова — предки веддов — относились к австрало-веддоидной расе. Об этом периоде известно мало, задокументированная история началась с прибытия арийцев в VI веке из Северной Индии. Согласно легенде из письменных источников, на остров прибыл принц Виджая, праотец сингалов, и 700 арийцев. Тогда были введены использование железа, передовая форма сельского хозяйства и орошения, а также искусство управления.
В III веке до нашей эры на остров проникает буддизм. Это событие считается одним из самых важных в истории Шри-Ланки.
С III века до н. э. по XIII век н. э. на острове существовали крупные сингальские королевства со столицами сначала в Анурадхапуре (Царство Анурадхапура), затем в Полоннаруве (Царство Полоннарува). К этому периоду относятся также фрески скалы Сигирия (Львиной скалы) в центральной части острова. Тамилы проникали на остров постепенно, с III века до н. э., и к XIII веку н. э. уже сложилась крупная община на севере и востоке острова.
После падения полоннарувской династии сингальских монархов на острове не существовало единого государства, одновременно появились несколько царств: Джафна, Дамбадения, Гампола, Котте и Ситавака. В XV веке из царства Котте выделилось царство Канди.

### Колониальная история Шри-Ланки
В XVI веке началась европейская экспансия. В 1505 году португальский мореплаватель Лоуренсу ди Алмейда открыл остров Цейлон, и в течение XVI века португальцы оккупировали побережье острова. В 1597 году, после смерти царя Котте, завещавшего все свои владения Португалии, король Филипп I официально стал правителем большей части Цейлона.
В XVII веке португальцев сменили голландцы. Однако и в период голландского господства внутренние районы сохраняли независимость. С 1795 года началась экспансия англичан, установивших контроль над Цейлоном: в 1796 году голландские владения были полностью завоёваны англичанами. В 1802 году Британский Цейлон был объявлен колонией Британской империи. Последнее сингальское королевство, со столицей в Канди, было ликвидировано англичанами в 1815 году; вся территория острова стала колонией Британской империи.
В 1948 страна получила независимость под названием Доминион Цейлон (оставаясь доминионом Великобритании).

### После обретения независимости
В 1971 году потерпело неудачу молодёжное восстание под руководством Народного фронта освобождения.
В 1972 страна была переименована в Шри-Ланку и перестала быть доминионом, оставшись членом Содружества наций.
С 1983 года в Шри-Ланке шла гражданская война между правительством и партизанской организацией «Тигры освобождения Тамил-Илама». После множества неудач и нескольких перемирий правительственные силы сумели одержать победу над «тиграми». В мае 2009 года группировка правительственных войск Шри-Ланки закончила последнюю операцию в гражданской войне. В ходе операции правительственные силы установили прочный контроль над последним очагом сопротивления; был убит лидер сепаратистов Велупиллаи Прабхакаран.
В декабре 2004 страна сильно пострадала от цунами, вызванного землетрясением у берегов Суматры. Погибло более 30 тыс. человек, 1,5 млн человек были перемещены или остались без крова. Шри-Ланке была предоставлена существенная финансовая помощь.
В 2021 году в стране начался крупнейший с момента обретения независимости экономический кризис, который в 2022 году вылился в массовые протесты.
9 февраля 2025 года часть страны оказалась обесточена из-за ЧП электроподстанции в городе Панадура. По данным Минэнерго страны, блэкаут был вызван тем, что на неё проникла группа обезьян.

## Государственное устройство и политика
Шри-Ланка является унитарным государством. Конституция была принята 16 августа 1978 года. Форма правления — смешанная республика.
Глава государства — президент, который избирается на 6 лет всеобщим прямым голосованием и может занимать свой пост дважды. Президент является главой правительства и верховным главнокомандующим. Президент ответствен перед парламентом; ему может быть объявлен импичмент, если он будет поддержан 2/3 парламента и одобрен верховным судом. Президент формирует правительство, также ответственное перед парламентом. Помощник президента — премьер-министр — глава правящей партии.
Парламент Шри-Ланки — однопалатный, 225 мест. Члены парламента избираются всеобщим прямым голосованием на основе пропорциональной системы, со следующей особенностью: партия, получившая большинство голосов в каком-либо округе, получает дополнительное место. Только парламент может издавать законы. Последние выборы состоялись в 2024 году.
В политической жизни острова активно участвовали два клана: Сенанаяке-Джаявардене (с ним ассоциируется Объединённая национальная партия, ОНП) и Бандаранаике-Кумаратунга (с ним ассоциируется Партия свободы Шри-Ланки, ПСШЛ). В общей сложности они правили страной 45 лет. Их соперничество происходило в рамках парламентской демократии; оно началось в 1950-х годах. Отколовшаяся партия из ПСШЛ, известная как Народно-освободительный фронт (Джаната Вимукти Перамуна), стала политической силой после того, как член парламента и бывший президент Махинда Раджапакса присоединился к партии в 2018 году. К ведущим политическим партиям также относится Тамильский национальный альянс. Всего в Шри-Ланке зарегистрировано более 75 политических объединений. Крупнейшей политической силой после выборов 2024 года является Народный фронт освобождения президента страны Ануры Кумары Диссанаяке. По итогам последних парламентских выборов (2024), в законодательном органе XVII созыва представлено 13 партий и альянсов.

### Внешняя политика
В 1955 году Шри-Ланка стала членом ООН. Участвует в Плане Коломбо, международной организации по оказанию помощи в развитии экономики государств Азиатского и Тихоокеанского регионов, с момента начала его деятельности в 1951 году. Выступает активным членом Содружества наций, Южно-Азиатской ассоциации регионального сотрудничества и Движения неприсоединения.

### Административное деление
В административном отношении страна разделена на 8 провинций, которые в свою очередь, подразделяются на 25 округов. Ранее страна была разделена на 9 провинций, однако в 1987 году центральное правительство Шри-Ланки постановило, по настоянию тамильской общины, объединить Северную и Восточную провинции в одну, Северо-Восточную.

## Экономика
По данным Международного валютного фонда, объём ВВП Шри-Ланки в 2023 году составил 74,85 млрд долларов США.
В основе экономики Шри-Ланки лежит сельское хозяйство и связанное с ним промышленное производство, в которых занято около 45 % работоспособного населения страны. Большая часть промышленных мощностей занята переработкой сельскохозяйственной продукции — чая, каучука, кокосового ореха. Лёгкая промышленность представлена в основном швейными предприятиями.
Машиностроение представлено сборочным производством в авто- и судостроении. Имеются металлургические, деревообрабатывающие и нефтеперерабатывающие предприятия, а также производство стройматериалов. Крупнейшие промышленные центры — Коломбо, Галле, Джафна и Тринкомали.

### Внешняя торговля
По итогам 2019 года объём внешней торговли по экспорту составил 11,9 млрд долларов, по импорту — 19,9 млрд долларов. Основную часть экспортных товаров составил текстиль, включая одежду, продукция сельского хозяйства, в том числе чай, а также изделия из резины и каучука, драгоценные камни и кокосовые орехи. В импорте преобладают машины и оборудование, текстильное сырьё, сырая нефть, продукция нефтяной и химической промышленностей (удобрения, пестициды), а также автомобили, металлы, товары широкого потребления и продукты питания.

## Демография

### Население

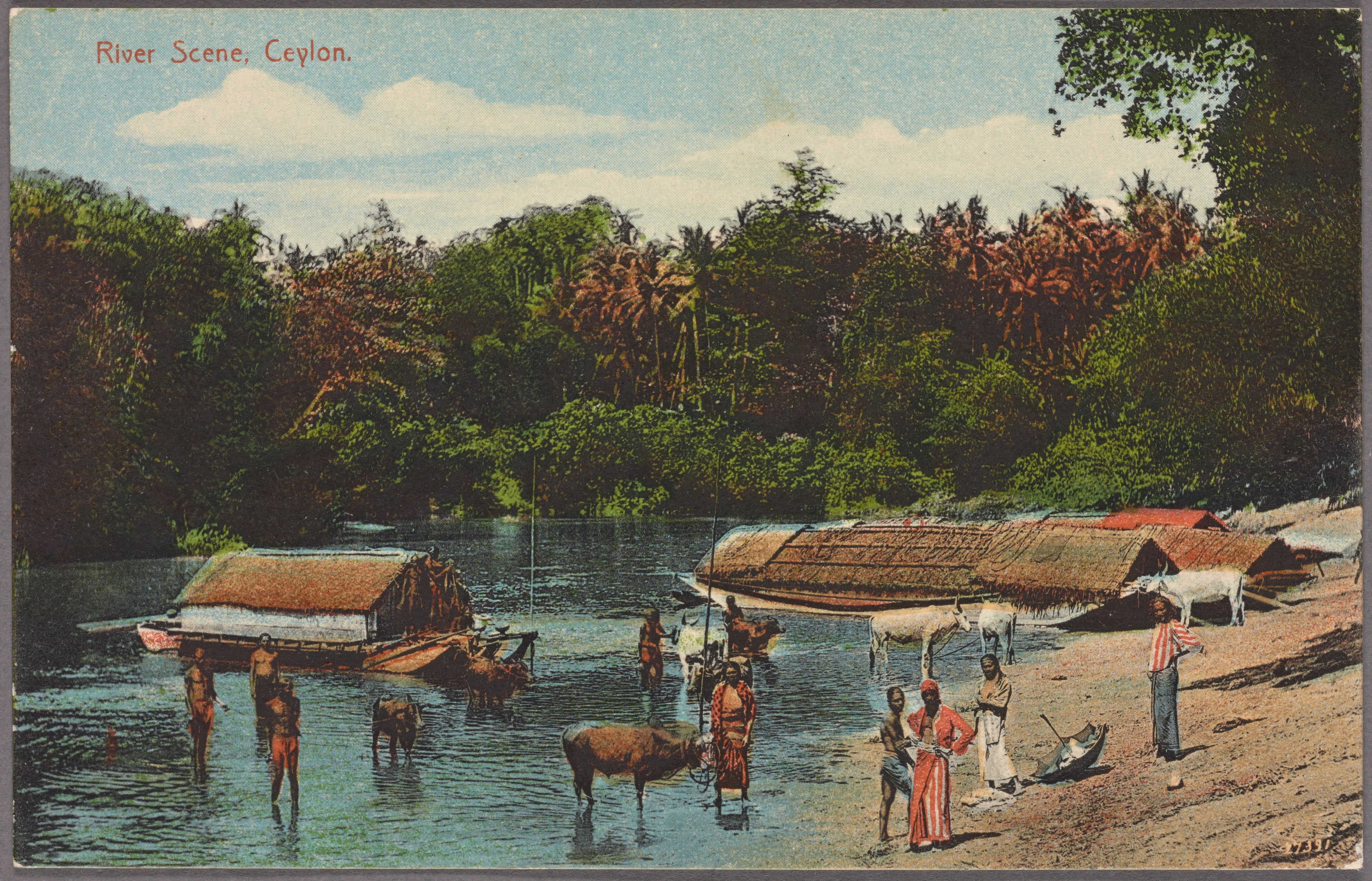
Жители острова на открытке

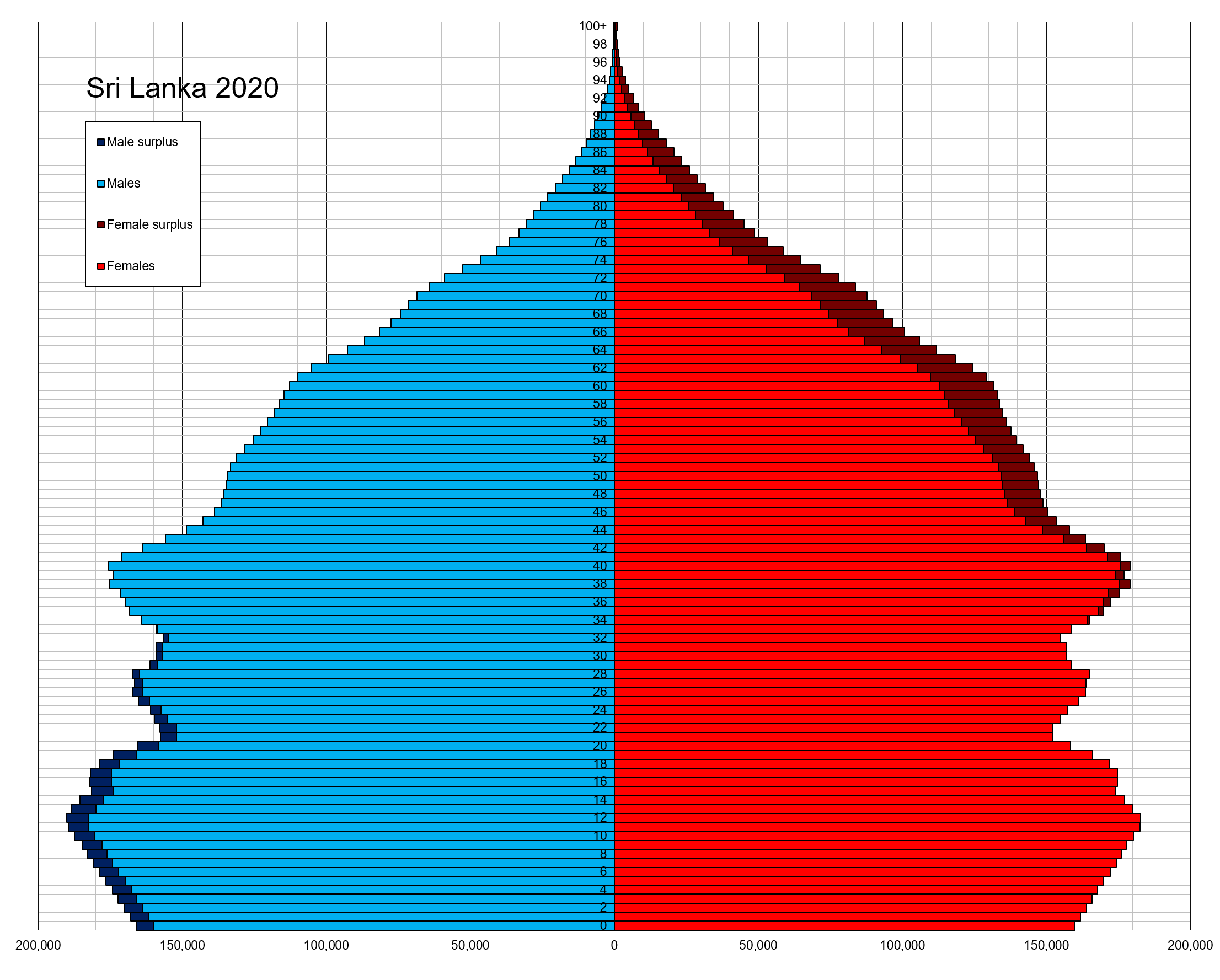
Возрастно-половая пирамида населения Шри-Ланки на 2020 год

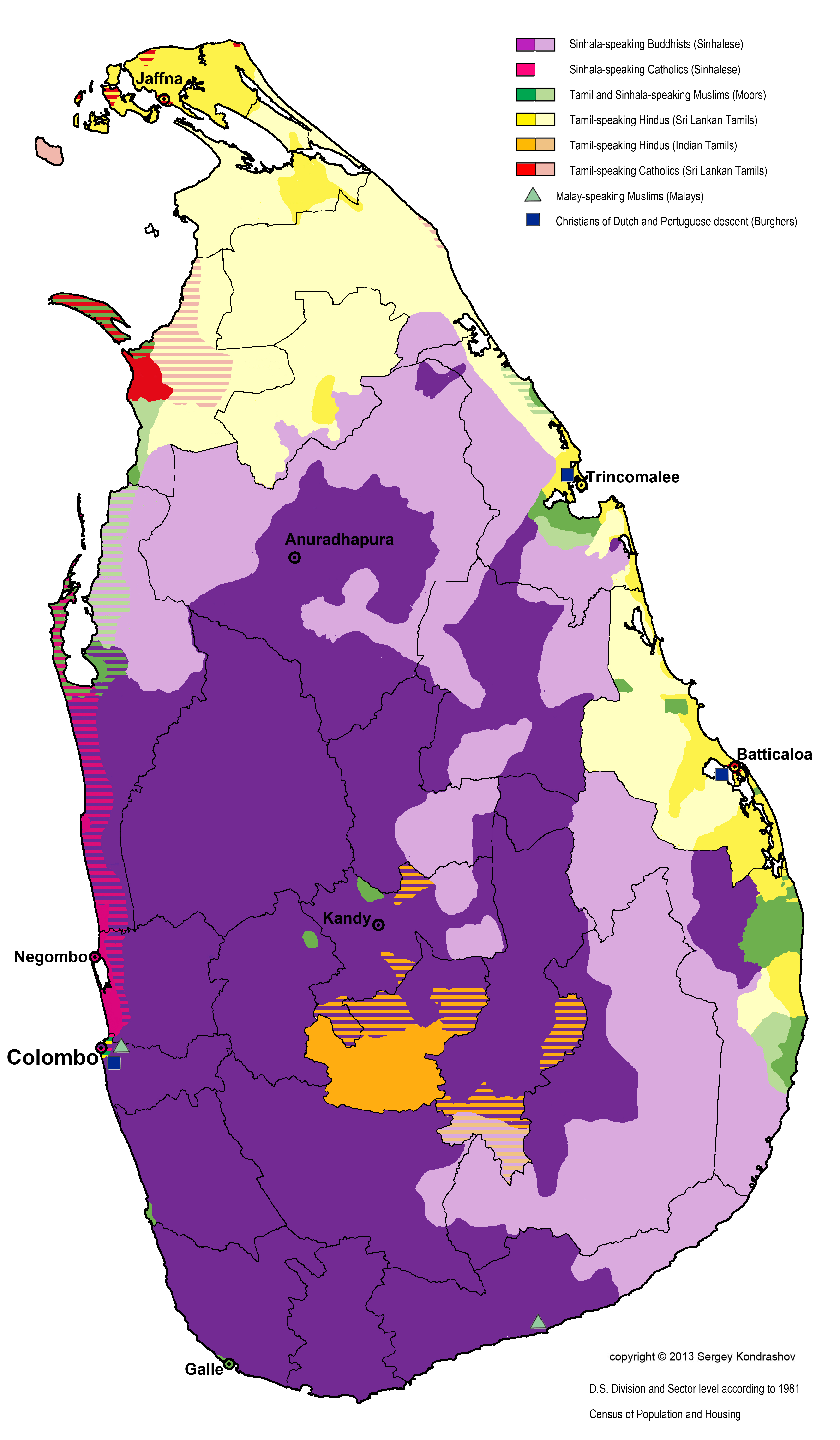
Географическое распределение языковых и религиозных групп населения Шри-Ланки согласно данным переписи населения 1981 года

По состоянию на 2024 год Шри-Ланке проживает около 22 млн человек, большинство из которых составляют сингалы (74,9 %). Другие этнические группы включают ланкийских тамилов (11,2 %), индийских тамилов (4,1 %), мавров (9,3 %), малайцев (0,2 %), бюргеров (0,2 %) и других (0,1 %).
- Годовой прирост — 0,39 %,
- Рождаемость — 14,5 на 1000 человек,
- Смертность — 7,5 на 1000,
- Эмиграция — −3 на 1000,
- Младенческая смертность — 6,8 на 1000,
- Средняя продолжительность жизни — 73,7 года у мужчин, 79,9 лет у женщин,
- Городское население — 19,2 % (2023)[20],
- Уровень грамотности — 92,3 % (является одним из самых высоких показателей в Азии[18])[20].

### Языки

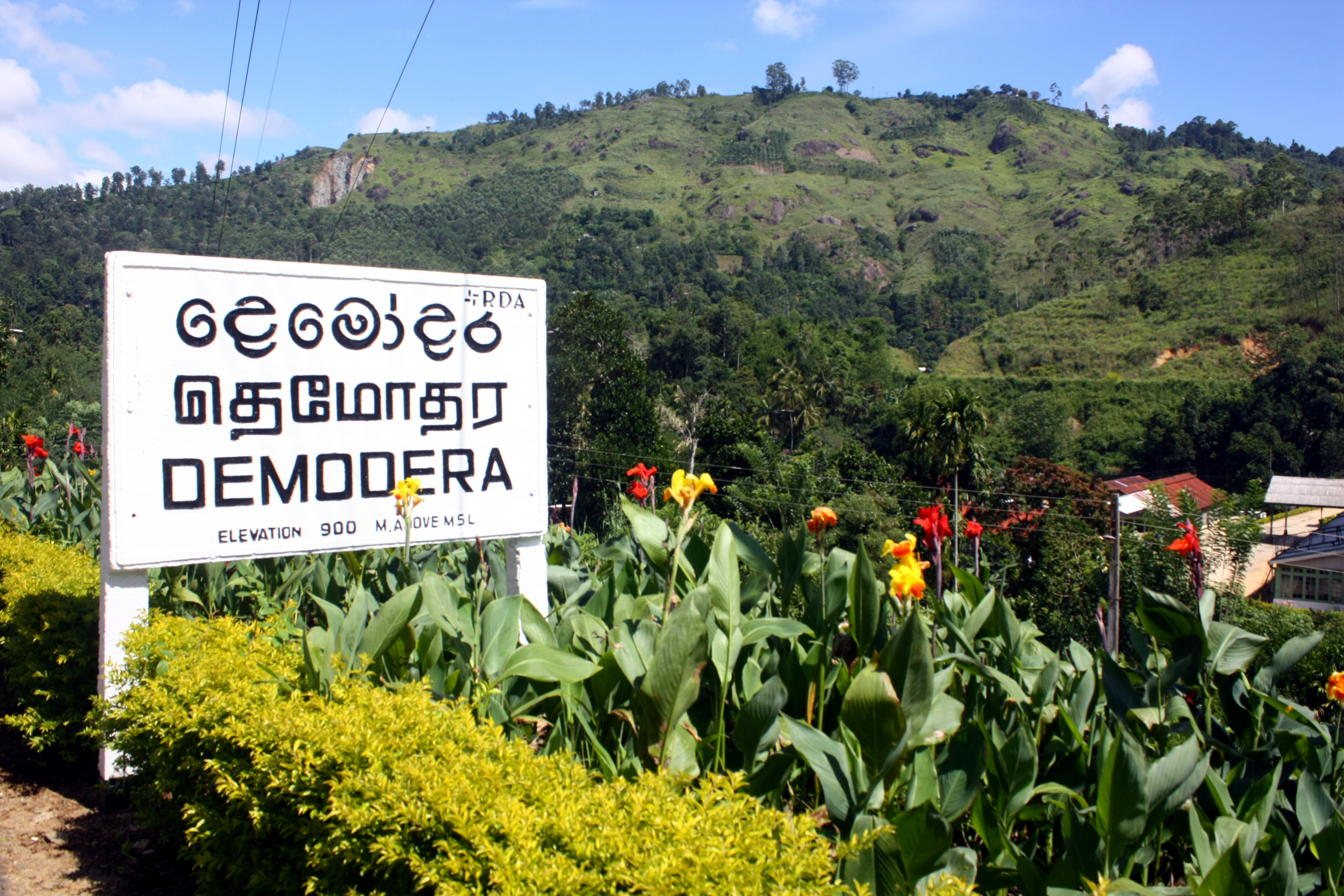
Трёхъязычный дорожный указатель

Сингальский, тамильский и английский являются официальными языками Шри-Ланки. Сингальский язык, который имеет индоарийское происхождение, является языком большинства. Тамильский — это дравидийский язык, на котором в основном говорят на северо-востоке Шри-Ланки. Согласно конституции Шри-Ланки, английский имеет официальный статус языка межэтнического общения.

### Религия
Хотя Шри-Ланка является многорелигиозной страной, большинство её населения составляют буддисты (69,3 %). Другие религиозные группы включают индуистов (15,5 %), мусульман (7,6 %) и христиан (7,5 %).
Буддизм был официально введён как учение в III веке до нашей эры. Оно быстро распространилось среди жителей страны, и уже через несколько месяцев вся страна стала буддийской.

## Туризм и отдых

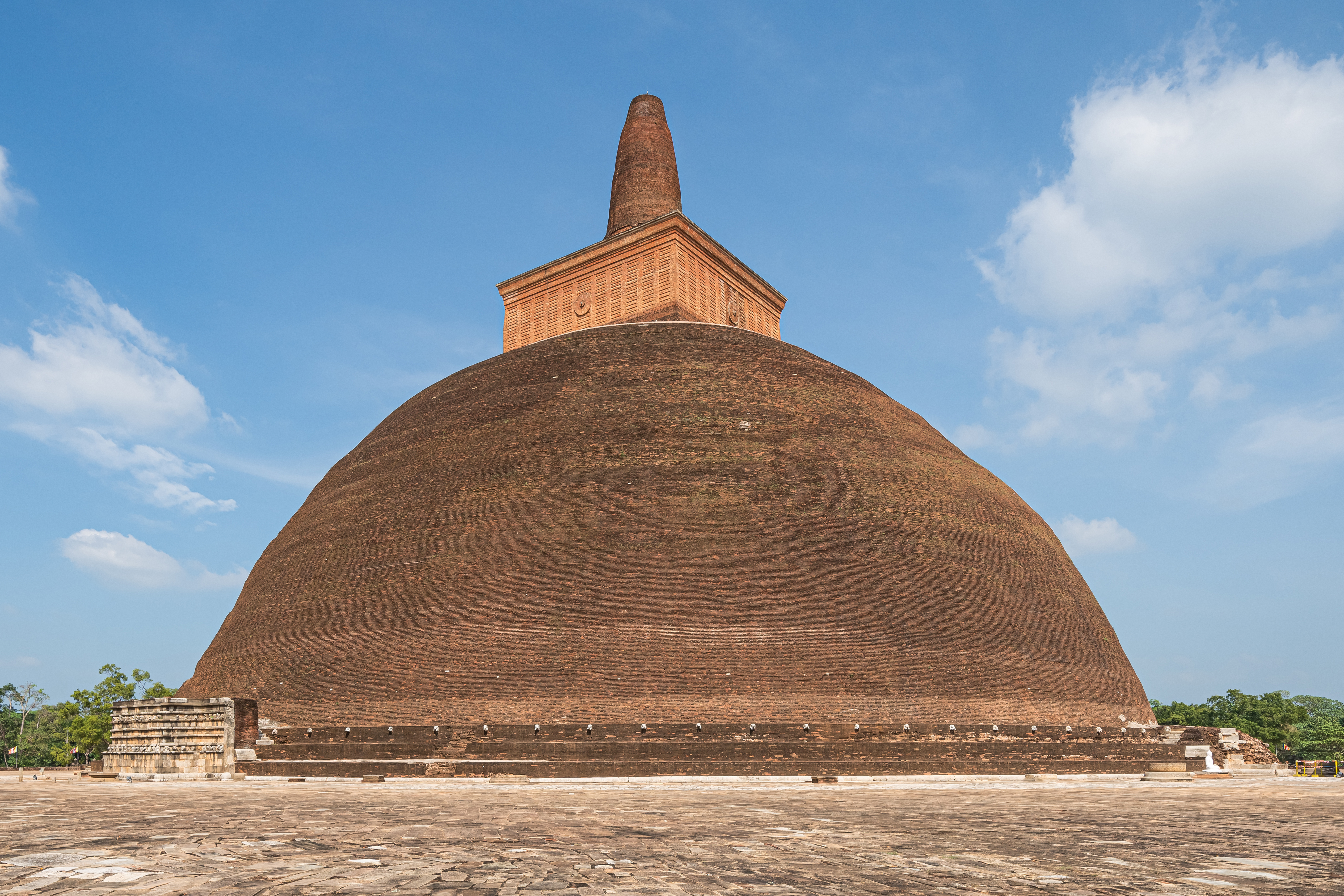
Буддийская ступа в Анурадхапуре

Возрастающую роль в экономике страны играет туризм. Тем не менее он остаётся чувствительным к политической нестабильности. Расширение туризма, наряду с масштабными ирригационными и жилищными проектами, осуществляемыми с 1978 года, значительно способствовало росту строительной индустрии.
Развитием ланкийского туризма занимается Управление по развитию туризма Шри-Ланки — официальное государственное учреждение, которому поручено регулировать туристическую отрасль в стране. Оно отвечает за использование природного потенциала Шри-Ланки для расширения и улучшения туристического предложения, одновременно принося пользу инвесторам и поддерживая местные сообщества.
По состоянию на 2024 год, на Шри-Ланке находятся 8 объектов Всемирного наследия, которые подразделяются на 6 культурных и 2 природных объекта:
- Исторический город Анурадхапура. Древняя столица Шри-Ланки полна храмов, королевских садов и уникальных архитектурных памятников.
- Исторический город Полоннарува. Его главная достопримечательность — храмовый комплекс Гал Вихара: в нём множество статуй Будды, вырезанных из скалы, которые являются образцами древнего зодчества.
- Скальная крепость Сигирия. На горном плато расположены остатки древней крепости, водные и каменные сады. Вопрос происхождения крепости на начало XXI века не был решён.
- Священный город Канди. Сюда приезжают ради храма, где хранится зуб Будды. Интересны и остатки королевского дворца, купальни и другие строения.
- Старая часть города Галле и его укрепления. Форт возвели португальские колонизаторы в XVI веке.
- Золотой храм города Дамбулла. Храм, состоящий из пяти пещер, является самым крупным пещерным храмом в Южной Азии. Из многочисленных статуй Будды почти половина покрыта золотом.
- Нагорья Центральной Шри-Ланки. Влажные горные леса, расположенные на высоте 2500 м над уровнем моря, полны эндемиков.
- Лесной заповедник Синхараджа. Мангровые леса, реки, водопады и неприступные скалы находятся на территории заповедника. В парке обитают эндемики, посетить его можно только в сопровождении гида[34].

Популярностью пользуются приморские курортные города, горный курорт Нувара-Элия. Туристы посещают также чайные плантации, национальные парки и религиозно-исторические памятники буддизма.

### Визы
С конца ноября 2023 года Шри-Ланка начала выдавать бесплатные визы для граждан Китая, Индии, Индонезии, России, Таиланда, Малайзии и Японии. Планировалось, что бесплатная выдача виз продлится до 31 марта 2024 года. По новым правилам, граждане перечисленных стран должны подать заявку на электронную визу до прибытия. Бесплатно можно получить визу сроком действия до 30 дней. По ней можно дважды въехать на территорию Шри-Ланки с даты первого посещения.
1 апреля 2024 года Шри-Ланка решила продлить пилотный проект по предоставлению бесплатной визы туристам из семи стран, в том числе России, до 30 апреля 2024 года.
В мае стало известно, что российские туристы смогут бесплатно оформить однократную визу на Шри-Ланку до конца месяца, а с июня 2024 года её стоимость, включая сервисный сбор, составит более 100 долларов.
В июне 2024 года департамент иммиграции и эмиграции Шри-Ланки продлил бесплатную выдачу виз российским туристам. Оформить её можно на сайте департамента, выбрав электронную визу для нерезидентов.

## Культура Шри-Ланки
Шри-Ланка — это страна большого культурного разнообразия. Её культура в основном сформирована под влиянием буддизма и индуизма. В Шри-Ланке существуют две основные традиционные культуры: сингальская (с центром в Канди и Анурадхапуре) и тамильская (с центром в Джафне). Тамилы сосуществовали с сингалами с давних времён, и это раннее смешение сделало обе этнические группы практически неразличимыми внешне. Древняя Шри-Ланка знаменита своими достижениями в гидротехническом строительстве и архитектуре. Британская колониальная культура также оказала влияние на местное население.

### Национальные символы

#### Герб

Герб Шри-Ланки

Действующий герб Шри-Ланки используется с 1972 года и был создан по идеям и под руководством Ниссанки Виджейратне. В то время он занимал должность постоянного секретаря Министерства культуры и председателя Комитета по разработке национального герба и флага. Дизайнером герба выступил Достопочтенный Мапалагама Випуласара Маха Тхера, а художественное оформление выполнил С. М. Сеневиратне.
На гербе изображён золотой лев, стоящий на трёх лапах и держащий меч в правой передней лапе, на бордовом фоне, окружённом золотыми лепестками Звёздного лотоса, национального цветка страны. Это изображение размещено над традиционной вазой с зерном, из которой вырастают снопы риса, символизирующие процветание, и образуют круг по краю герба.
Наверху герба — Дхармачакра, символизирующий ведущую роль буддизма в стране и справедливое правление. Традиционные сингальские геральдические символы солнца и луны образуют поддерживающие элементы герба.

#### Гимн
После получения Шри-Ланкой независимости в 1948 году возникла необходимость в национальном гимне. В результате конкурса было выбрано произведение Ананды Самарконе, написанное на сингальском языке. Тамильская версия текста имеет тот же смысл, что и сингальская. Гимн был впервые исполнен на четвёртую годовщину независимости в начале 1952 года.

#### Флаг

Флаг Шри-Ланки

Национальный флаг Шри-Ланки представляет страну и её наследие, служа объединяющим символом. Национальный флаг Шри-Ланки является усовершенствованной версией гражданского штандарта последнего короля Шри-Ланки. Гражданский штандарт имел изображение стоящего королевского льва с мечом в правой передней лапе посередине (тот же лев, что изображён на гербе Шри-Ланки) и листом бо в каждом из четырёх углов на однотонной кайме. Когда Шри-Ланка получила независимость от Великобритании 4 февраля 1948 года, вновь был поднят флаг с львом последнего короля Шри-Ланки.
Первый премьер-министр независимой Шри-Ланки, Дон Стивен Сенанаяке, назначил комитет для разработки дизайна нового национального флага. Дизайн, одобренный комитетом в феврале 1950 года, сохранил символ льва с мечом и листья бо, добавив две вертикальные полосы зелёного и оранжевого цветов. Значение каждого символа национального флага следующее:
- Лев на флаге представляет сингальскую расу.
- Меч льва символизирует суверенитет страны.
- Кудрявые волосы на голове льва означают приверженность религии, мудрость и медитацию.
- Борода обозначает чистоту слов.
- Рукоятка меча подчёркивает элементы воды, огня, воздуха и земли.
- Нос символизирует интеллект.
- Две передние лапы означают чистоту в обращении с богатством.
- Вертикальная оранжевая полоса представляет тамильское меньшинство, а зелёная вертикальная полоса — мусульманское.
- Четыре угла с листьями бо представляют буддизм и его влияние на нацию, а также четыре добродетели: доброту, дружелюбие, счастье и уравновешенность.
- Жёлтая кайма вокруг флага представляет другие малые расы.
- Бордовая часть флага символизирует другие малые религии.

Национальный флаг был поднят впервые 3 марта 1950 года.

#### Дерево
Мезуя железная (или Дерево На) была объявлена национальным деревом Шри-Ланки 26 февраля 1986 года. Это дерево тропического леса достигает примерно до 30 метров в высоту и произрастает в нижней влажной зоне Шри-Ланки. Имеет ярко-красные листья, которые созревают и становятся тёмно-зелёными. Древесина твёрдая и долговечная — в древние времена её использовали для изготовления мостов. Сейчас это дерево нельзя использовать из-за его религиозной ценности. Цветок На также используется в фитотерапии и производстве парфюмерии, косметики и мыла.
Существует поверие, что первый визит Будды был в рощу Дерева На в Махиянгане, и что следующий Будда (Майтрея) достигнет просветления под этим же деревом.

#### Цветок
26 февраля 1986 года в качестве национального цветка Шри-Ланки был принят Звёздный лотос.

#### Птица
Национальной птицей Шри-Ланки считается Цейлонская джунглевая курица. Обитает, как правило, в джунглях и густых зарослях Шри-Ланки. Ночью устраивается на насестах высоко на деревьях; взлетает на ветви при угрозе. Гнездится в скрытых, выскобленных местах на земле или на куче растительности невысоко от земли.

### Кухня и праздники
Кухня Шри-Ланки во многом напоминает кухню Индии, что обусловлено как близостью этих стран, так и похожим ассортиментом продуктов, используемых для приготовления блюд. Так, блюда включают рис с карри, путту, кирибат, роти из цельнозерновой муки, идияппам, ватталапам (пудинг малайского происхождения, приготовленный с кокосовым молоком, пальмовым сахаром, кешью, яйцами и специями, включая корицу и мускатный орех), котту и аппам. Джекфрут иногда может заменять рис. Традиционно еда подаётся на банановом или лотосовом листе. Кроме близкой кухни Индии, Шри-Ланка впитала в себя кулинарные традиции арабов, голландцев, англичан, китайцев, а также ближайших народов этого региона.

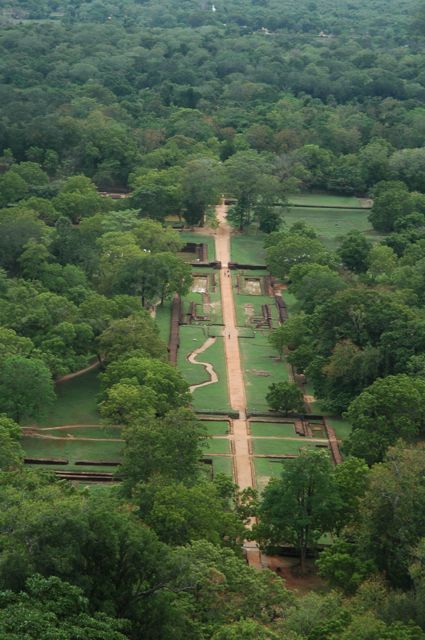
Украшенный слонёнок

Праздничными и нерабочими днями в Шри-Ланке являются:
- 14 января,
- 21 января,
- 4 февраля,
- 8 марта,
- 13 апреля,
- 14 апреля,
- 22 апреля,
- 1 мая,
- 24 мая,
- 1 ноября,
- 4 ноября,
- 25 декабря.

Главным праздником в Шри-Ланке считается День независимости, который проходит 4 февраля. В апреле ланкийцы отмечают буддийские и индуистские новогодние праздники. В июле и августе проходит Эсала Перахера — символический буддийский фестиваль, сопровождающийся танцами и украшенными слонами.
Танцы с огнём, танцы с кнутами, кандийские танцы и др. являются неотъемлемой частью фестиваля.
В дополнение к выходным и праздникам нерабочими днями являются дни полнолуния (Poya day).

### Искусство
Традиции Шри-Ланки в архитектуре, скульптуре и живописи уходят корнями в глубокую древность: их историю можно проследить ещё во II или III веке до нашей эры. Остатки древних произведений, восстановленные и сохранённые после археологических раскопок, отражают влияние Индии и буддизма. Самое раннее упоминание об искусстве живописи Махавамсы относится к изображению дворца на ткани с использованием киновари во II веке до нашей эры. В летописях имеются описания различных росписей в реликтовых покоях буддийских ступ и в монастырских резиденциях.
Классическая литература также представляет собой смесь стилистических влияний Индии с буддийскими темами. С началом 20 века, когда литераторы познакомились с европейской литературой, местное творческое письмо приобрело большее разнообразие стиля и стало более светским по содержанию. У истоков литературы Шри-Ланки — письменная фиксация буддийского канона на языке пали в I веке до нашей эры. Долгое время создавалась поэзия на санскрите. В VIII—VIX веках нашей эры зародилась сингальская литература, также получила развитие литература на тамильском языке. В XX веке многие ланкийские писатели начали создавать произведения на английском языке.
В исполнительском искусстве существует несколько сингальских и тамильских народных традиций, а также множество недавних заимствований и имитаций. Среди форм народного танца существует три классических стиля: кандийские танцы, танцы низменных регионов и сабарагамувские танцы. Самый популярный из них — кандийский стиль, который на протяжении нескольких столетий ассоциировался с государственными церемониями и религиозными ритуалами в Канди и вокруг неё — танцоры-мужчины носят сложные головные уборы, а барабан под названием Гета Берая используется, чтобы помочь танцорам держать ритм. Более импровизированные «танцы дьявола» исполняются во время обрядов исцеления и изгнания нечистой силы.
В драматургии модернизированные версии народного театра занимают центральное место вместе с современными оригинальными произведениями и адаптациями западных драматургов. В популярных формах музыки ярко выражены как индийские, так и западные влияния. Самая ранняя музыка в Шри-Ланке возникла из таких театральных постановок, как «Колам», «Сокари» и «Надагам». В этих спектаклях звучали традиционные музыкальные инструменты, такие как Бера (Берая), Тамматама, Даула и Рабан.
Фильм «Кадавуну Порондува» («Нарушенное обещание»), продюсером которого выступил С. М. Наягам из Chitrakala Movietone, ознаменовал появление ланкийского кино в 1947 году. Ранмуту Дува («Остров сокровищ») ознаменовал переход кино от чёрно-белого к цветному. В последние годы в фильмах фигурируют такие темы, как семейные мелодрамы, социальные преобразования и годы конфликта между военными и ТОТИ. Кинематографический стиль Шри-Ланки похож на фильмы Болливуда.

### Спорт
Хотя национальным видом спорта является волейбол, самым популярным спортом в стране является крикет. Регби также пользуется большой популярностью, как и футбол, нетбол и теннис. Водные виды спорта, такие как гребля, сёрфинг, плавание, кайтсёрфинг и дайвинг, привлекают многих ланкийцев и иностранных туристов. В Шри-Ланке также существуют два стиля боевых искусств: Чина ди и Ангампора.
Национальная сборная Шри-Ланки по крикету достигла значительных успехов, начиная с 1990-х годов: в 1996 году команда выиграла Чемпионат мира по крикету. Она также выиграла в Чемпионате мира по крикету Twenty20 2014 года, который проходил в Бангладеш. Кроме того, Шри-Ланка становилась финалистом Кубка мира по крикету в 2007 и 2011 годах, а также Чемпионата мира по крикету Twenty20 в 2009, 2011 и 2012 годах. Бывший ланкийский офф-спиннер Муттиа Муралитаран был признан лучшим игроком в тестовых матчах по версии Wisden Cricketers' Almanack, а четверо ланкийских крикетистов стали одними из лучших по количеству очков в ODI за всё время, что является вторым лучшим результатом среди команд. Шри-Ланка выигрывала Кубок Азии в 1986, 1997, 2004, 2008, 2014 и 2022 годах. Шри-Ланка также была соорганизатором Кубка мира по крикету в 1996 и 2011 годах, а также принимала Чемпионат мира по крикету Twenty20 в 2012 году.
Ланкийцы завоевали две медали на Олимпийских играх: одну серебряную медаль на Олимпиаде 1948 года в Лондоне (бег на 400 метров с препятствиями среди мужчин) и одну серебряную медаль на Олимпиаде 2000 года в Сиднее (бег на 200 метров среди женщин). В 1973 году Мухаммад Лафир выиграл Чемпионат мира по бильярду, что является высшим достижением ланкийца в бильярде. Шри-Ланка также дважды выигрывала титул чемпионов мира по каррому в 2012, 2016 и 2018 годах. Кроме того, Национальная сборная Шри-Ланки по футболу выиграла Чемпионат Федерации футбола Южной Азии в 1995 году.

### СМИ
СМИ в Шри-Ланке распространяются на трёх языках: сингальском, тамильском и английском. Правительство контролирует радио- и телевещание, а также несколько широко распространённых ежедневных газет. Несколько частных ежедневных и еженедельных газет действуют независимо от правительства и пользуются свободой выражения мнения. Тем не менее правительство имеет право вводить цензуру в соответствии с Законом об общественной безопасности.
Правительство контролирует 5 телеканалов и 19 радиоканалов; доступны услуги подписки на многоканальное спутниковое и кабельное телевидение. Кроме того, 25 частных телестанций и около 43 радиостанций, 6 некоммерческих телестанций и 4 радиостанции также контролируются правительством Шри-Ланки.

## Галерея

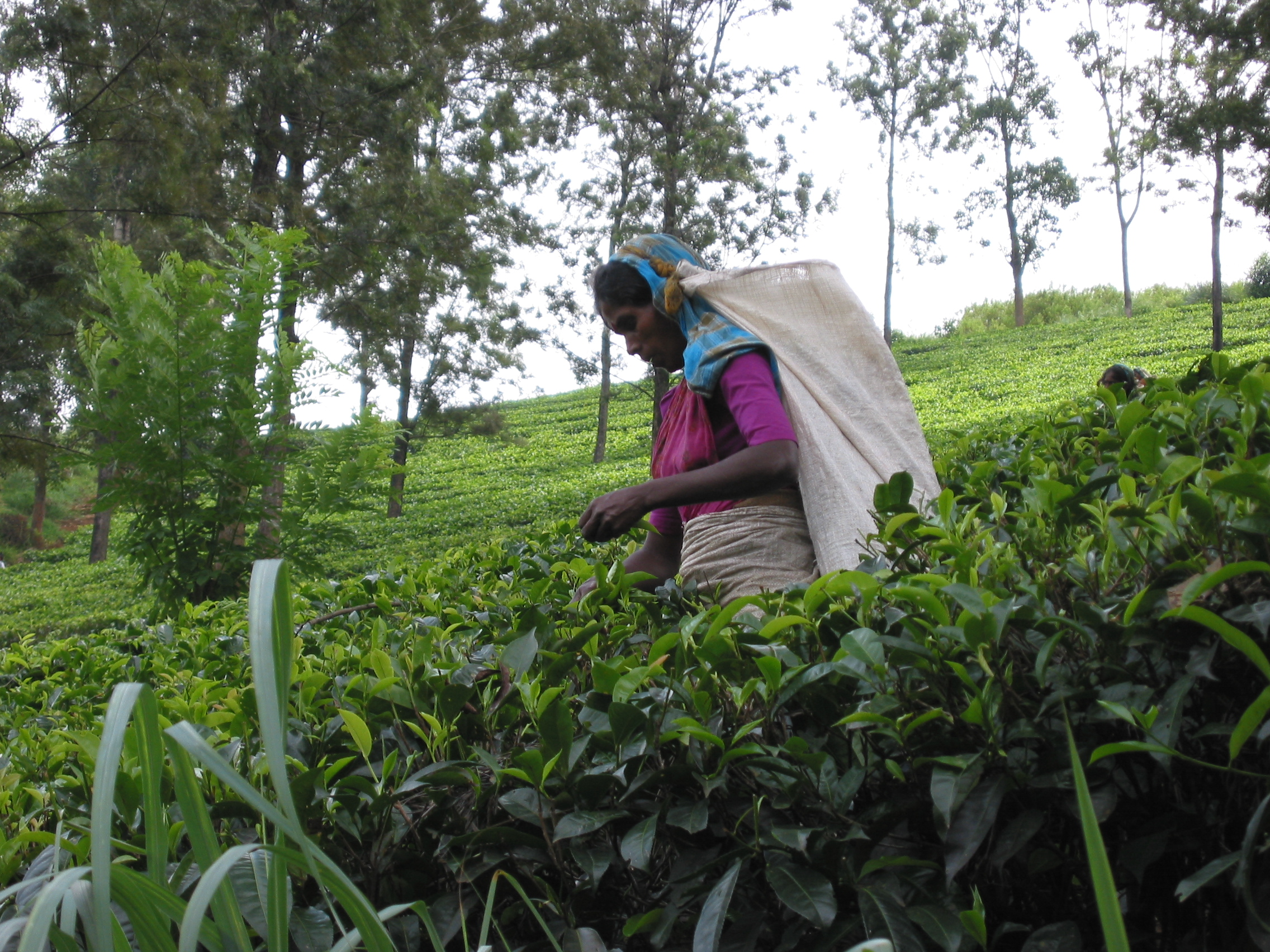
Сбор урожая чая
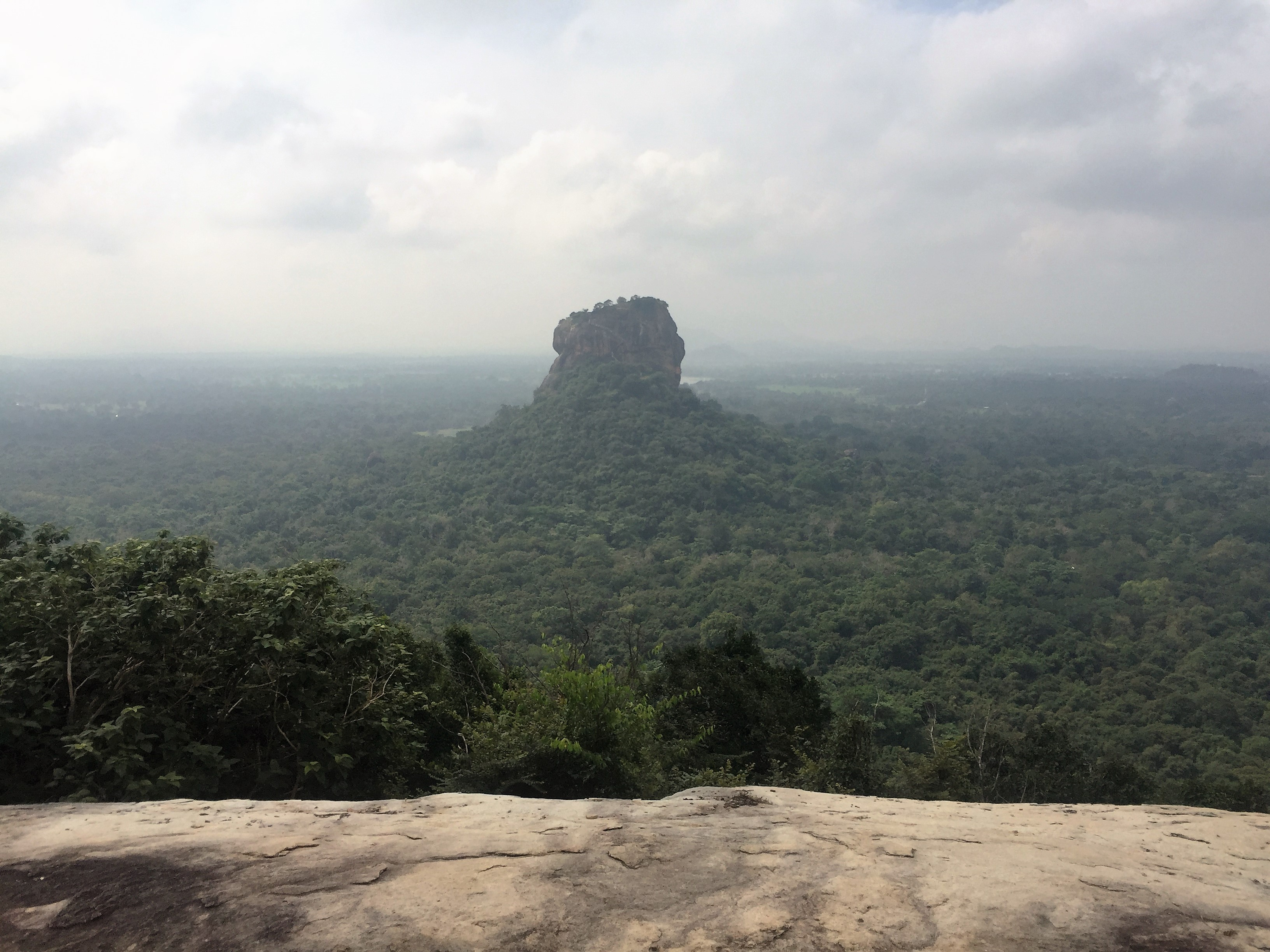
Скальное плато Сигирия
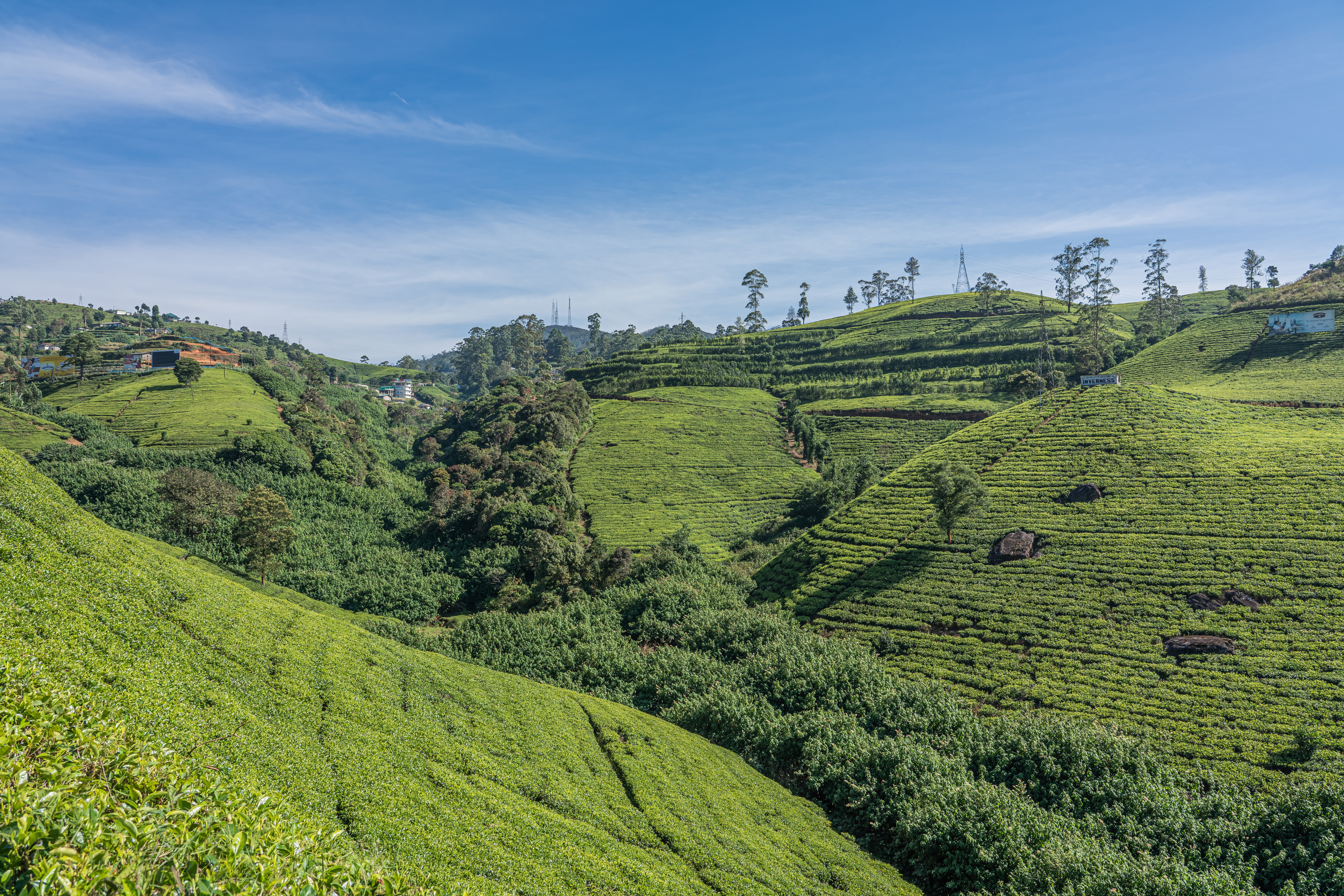
Чайные плантации около Нувара-Элии
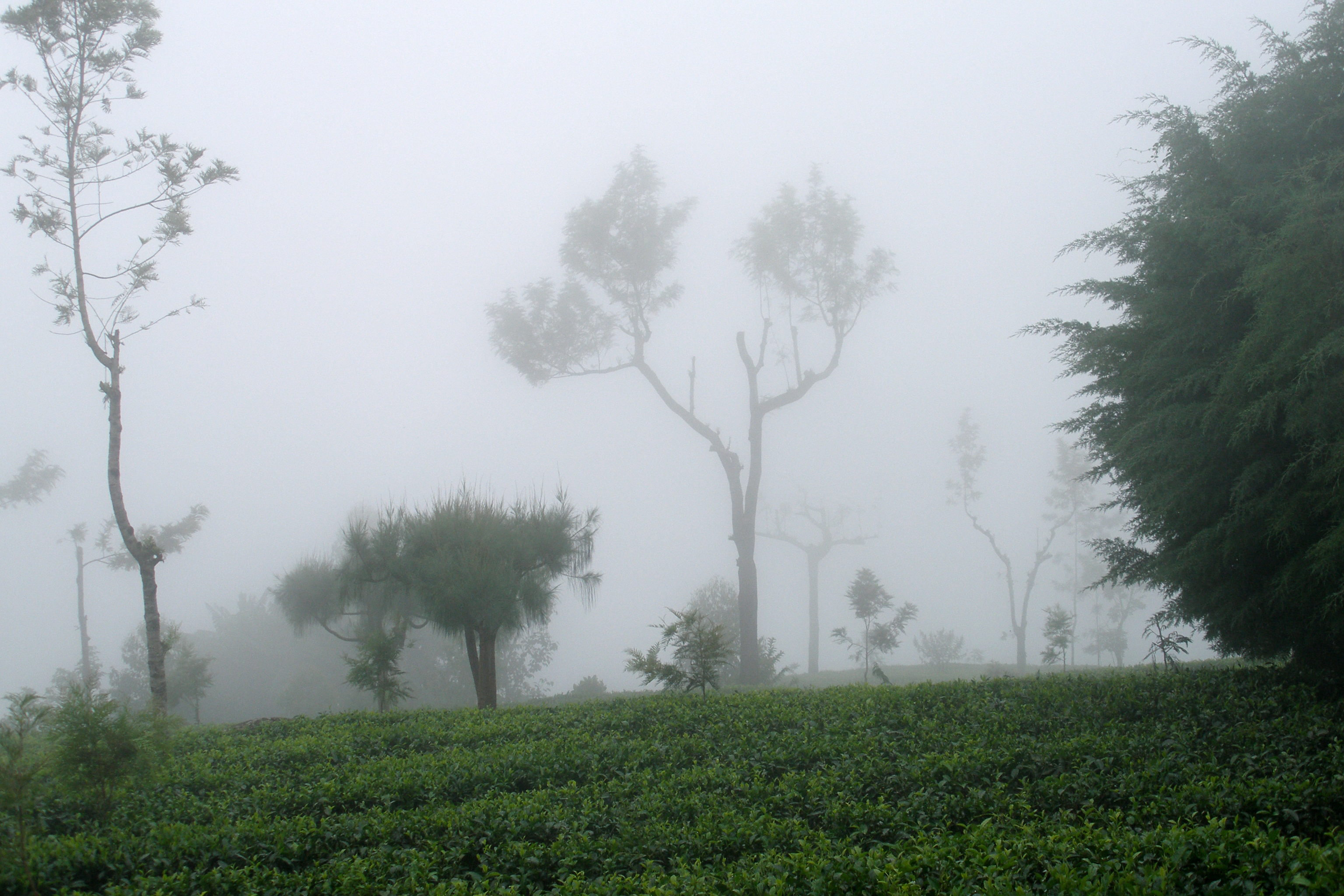
Чайные плантации рядом с Хапутале
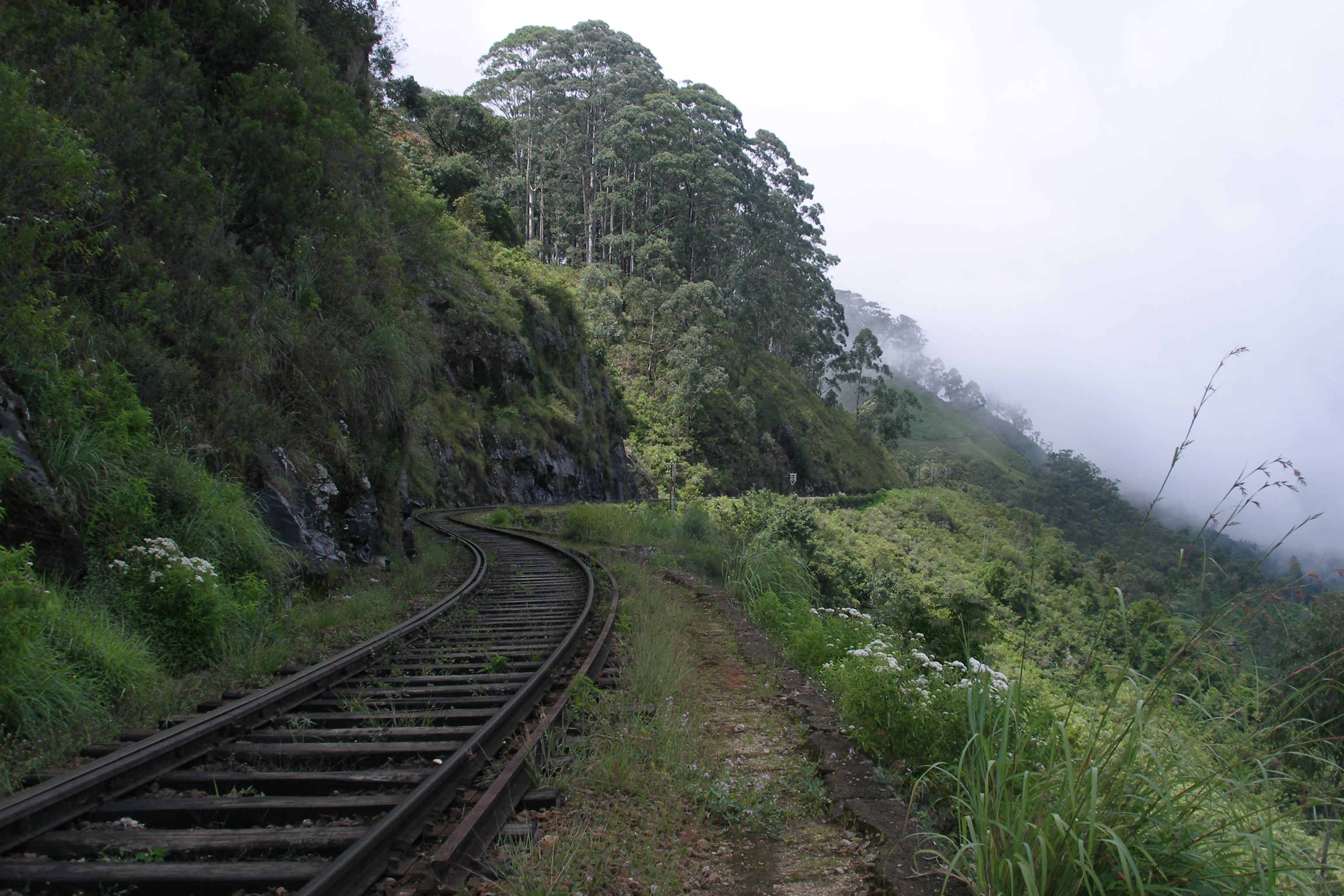
Высокогорная железная дорога рядом с Хапутале
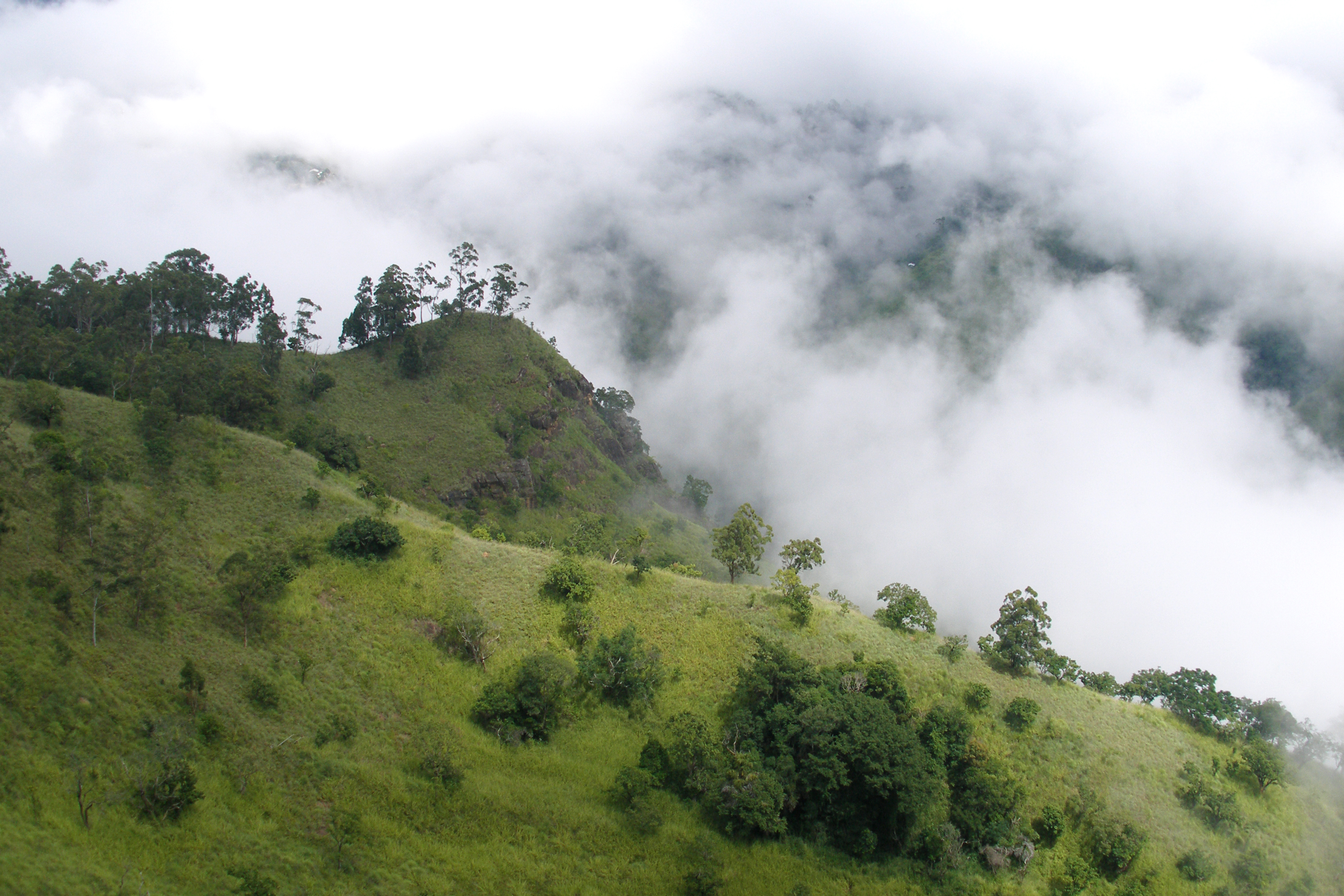
Долина Элла
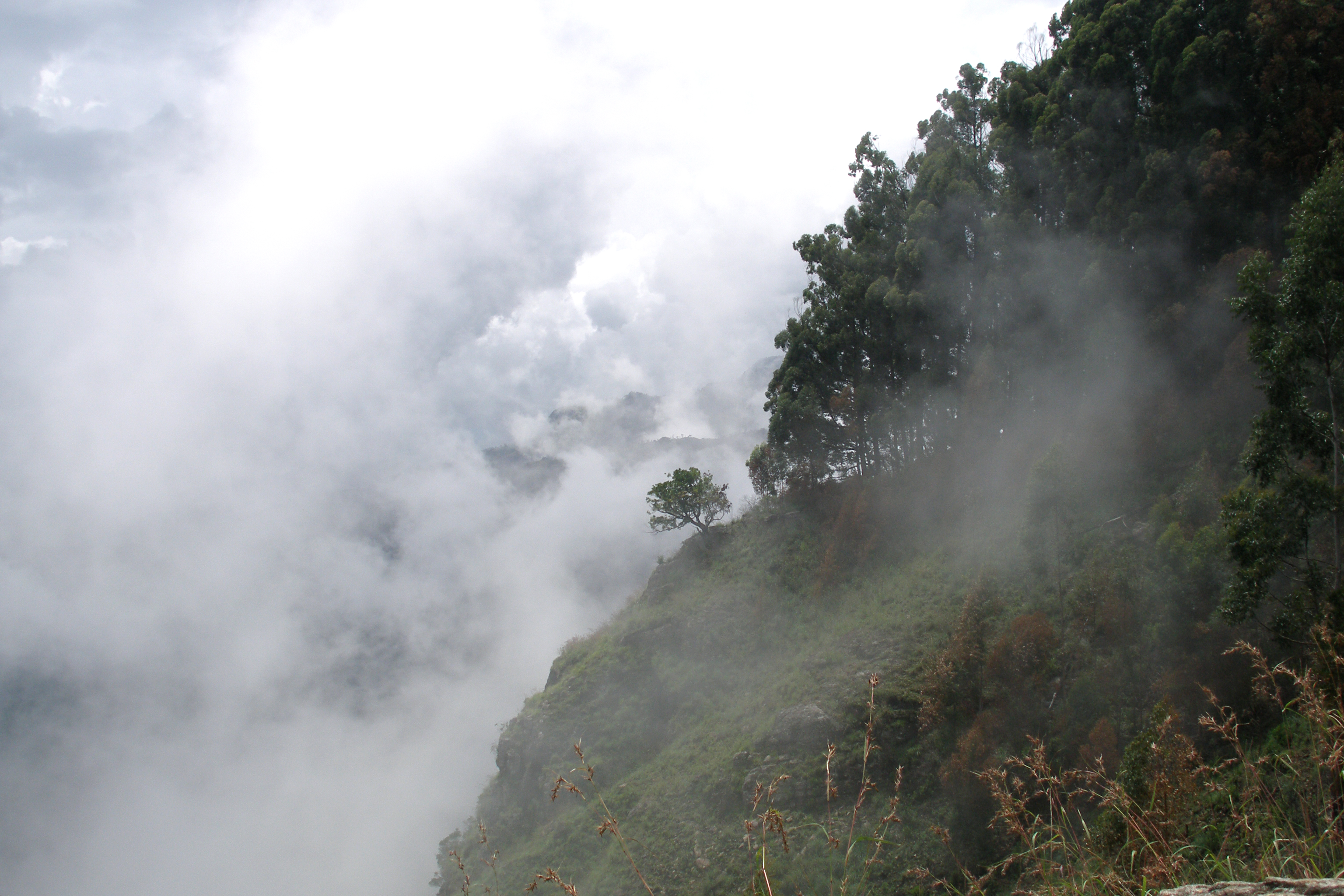
Моховые (облачные) леса
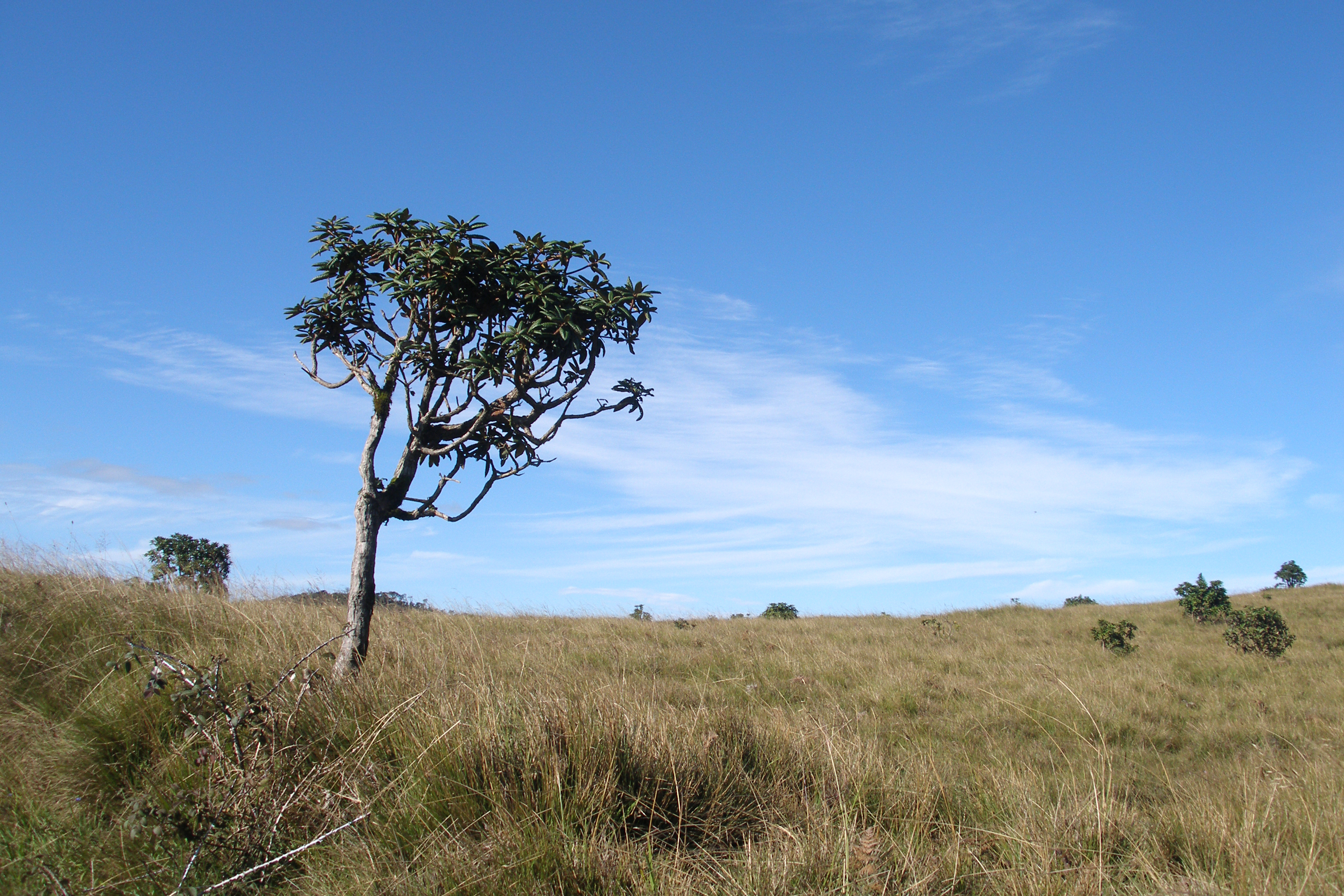
Рододендроны на плато Хортон
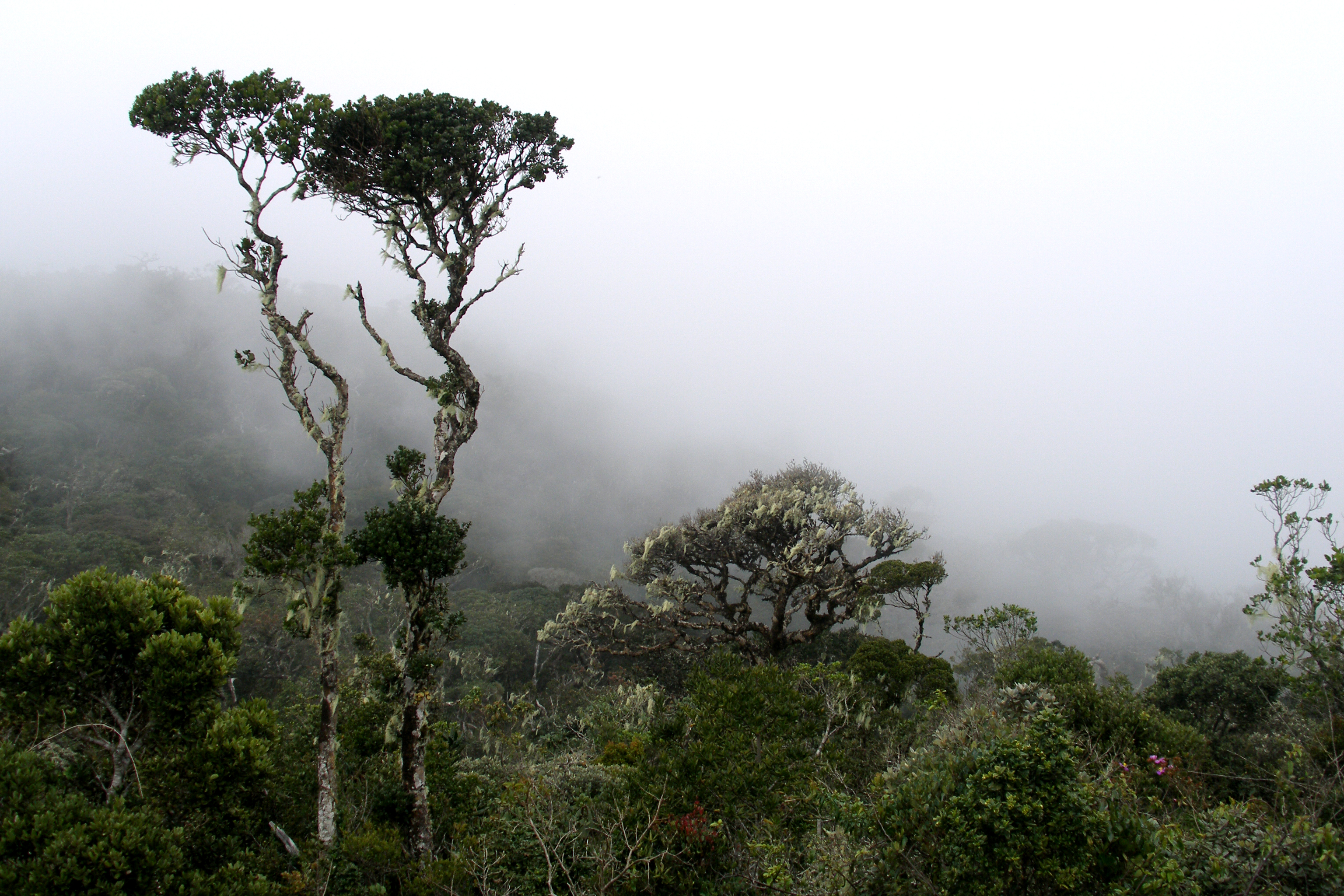
Плато Хортон в тумане
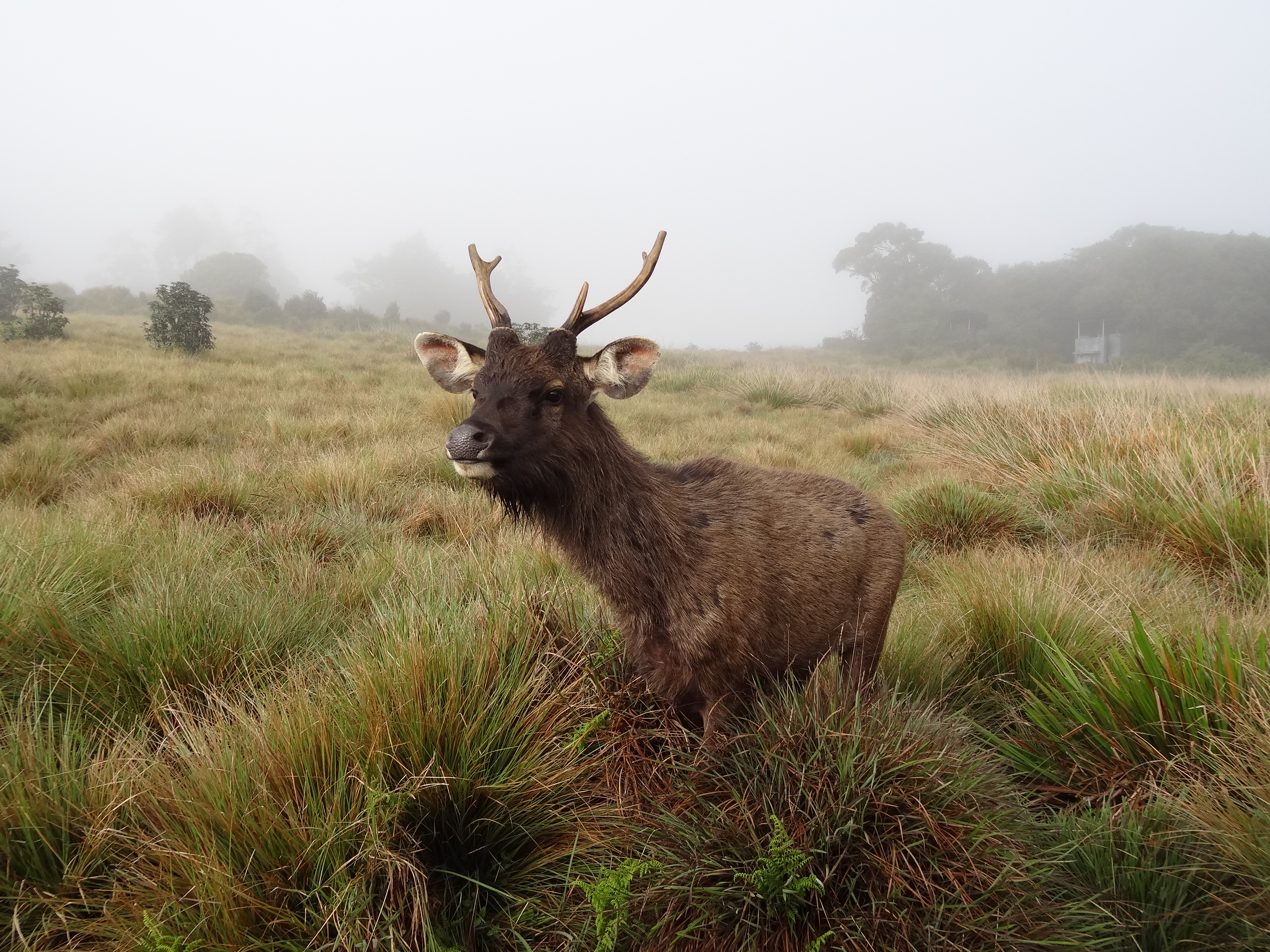
Индийский замбар
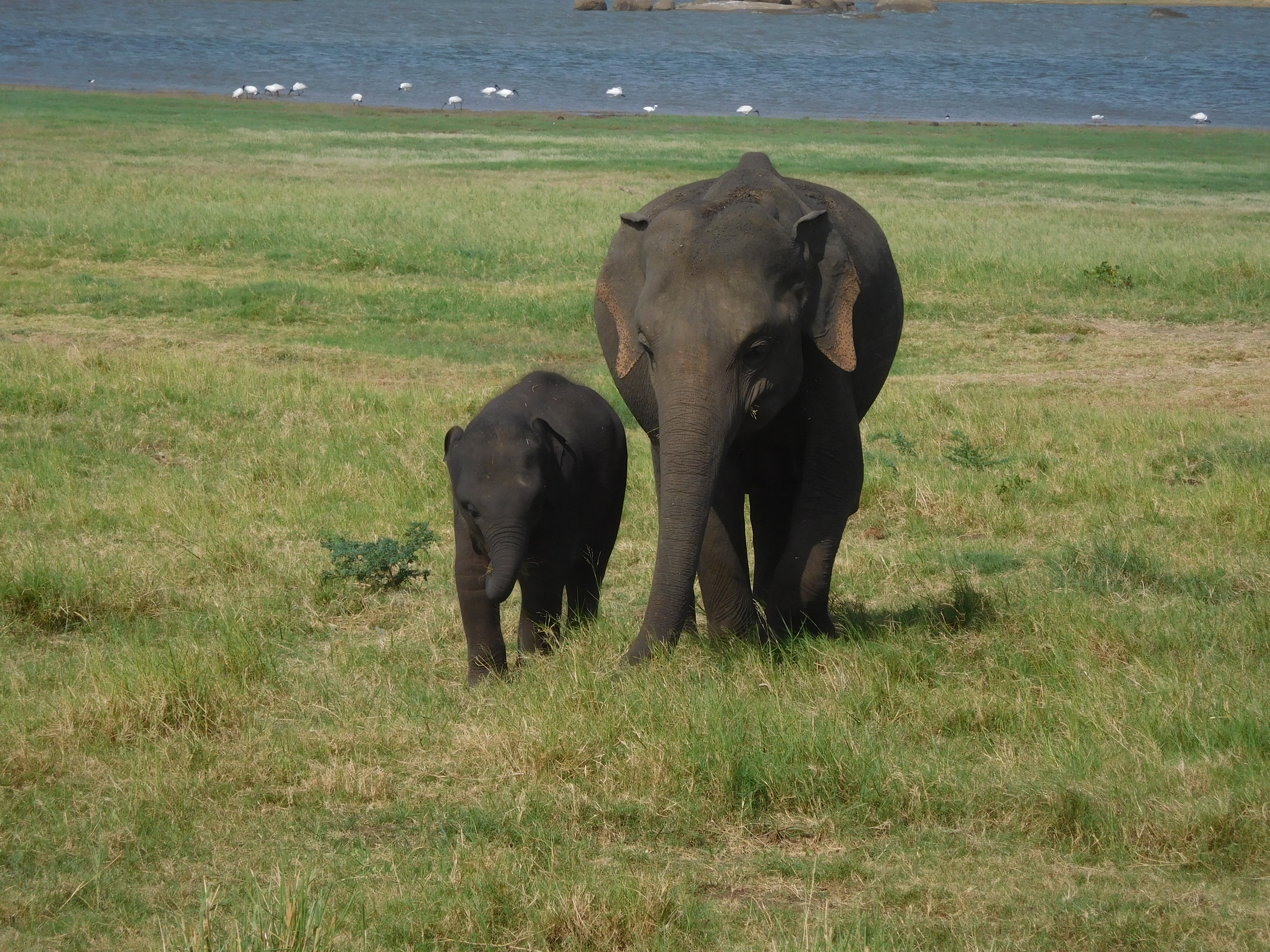
Слоны в национальном парке Миннерия
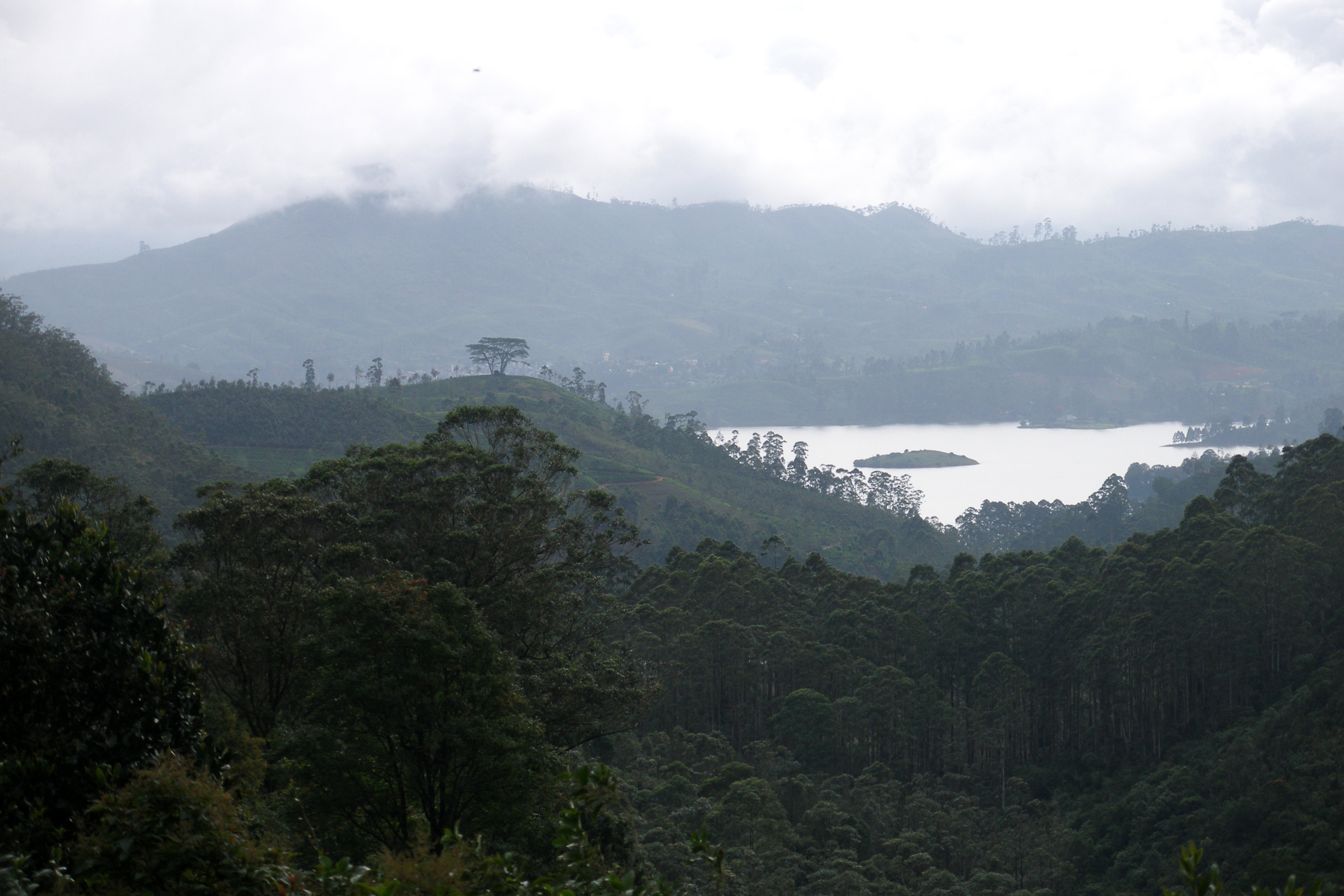
Вид с Адамова пика на озеро Маскелия
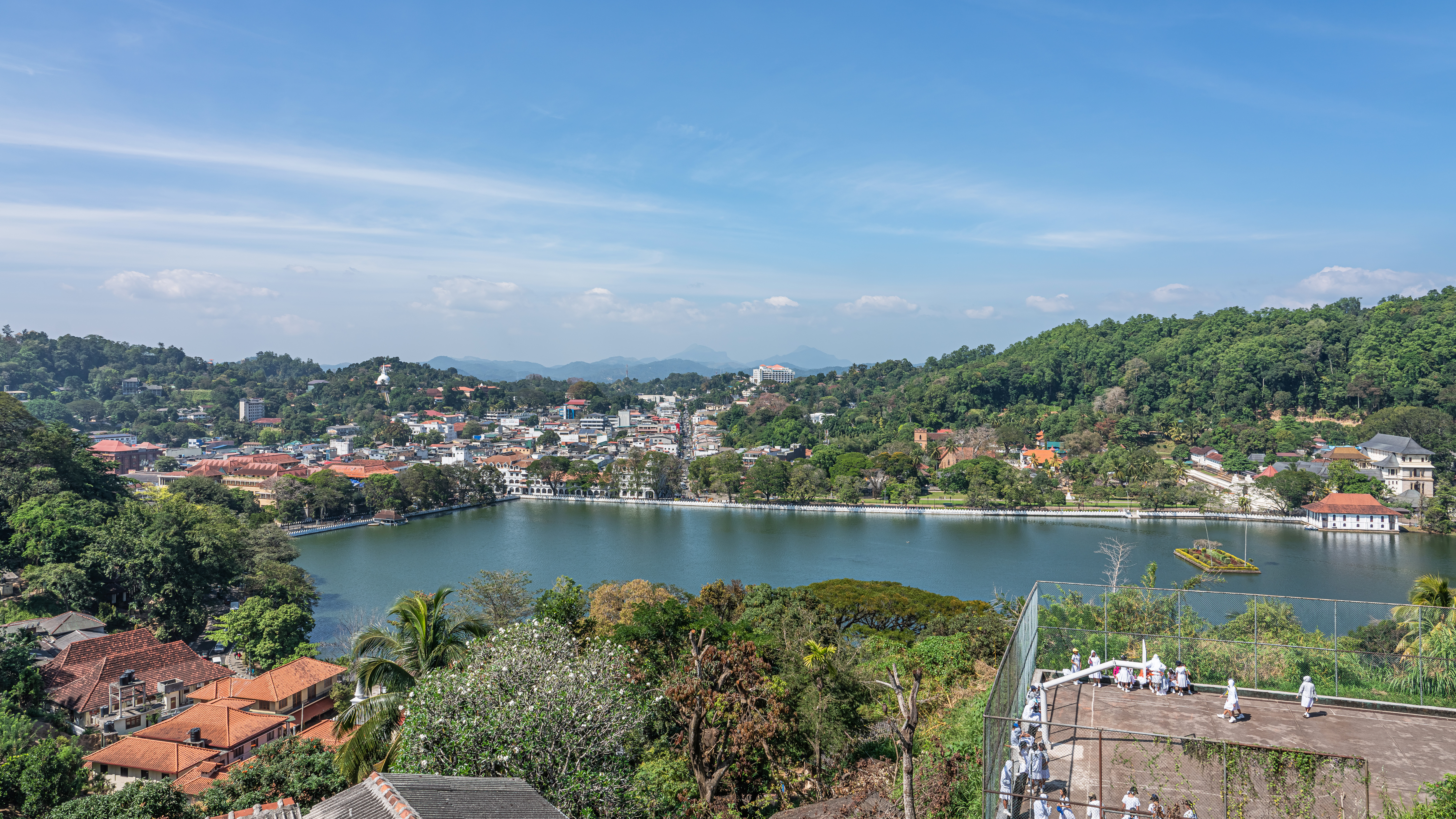
Озеро Канди
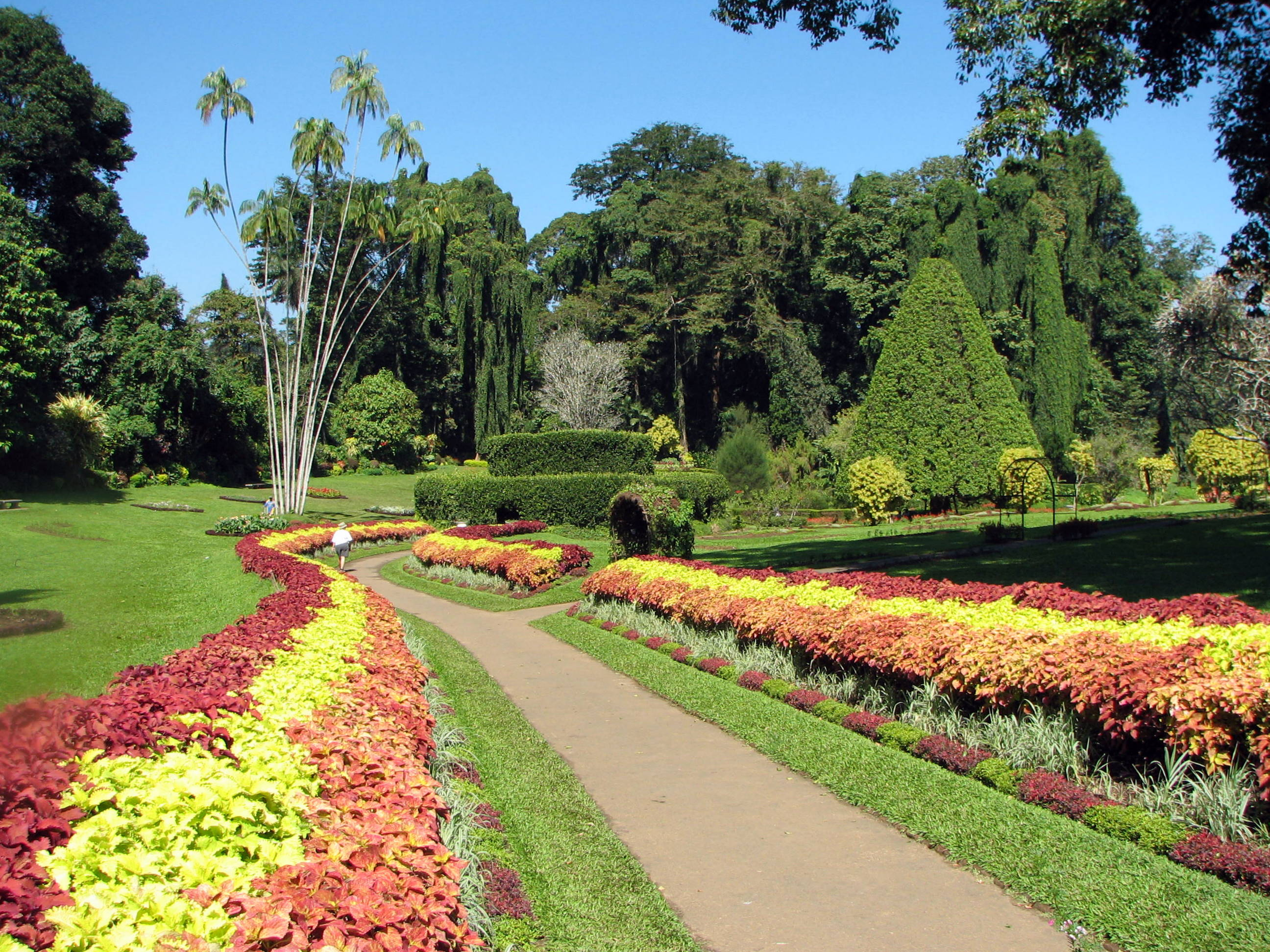
Королевский ботанический сад в Перадении
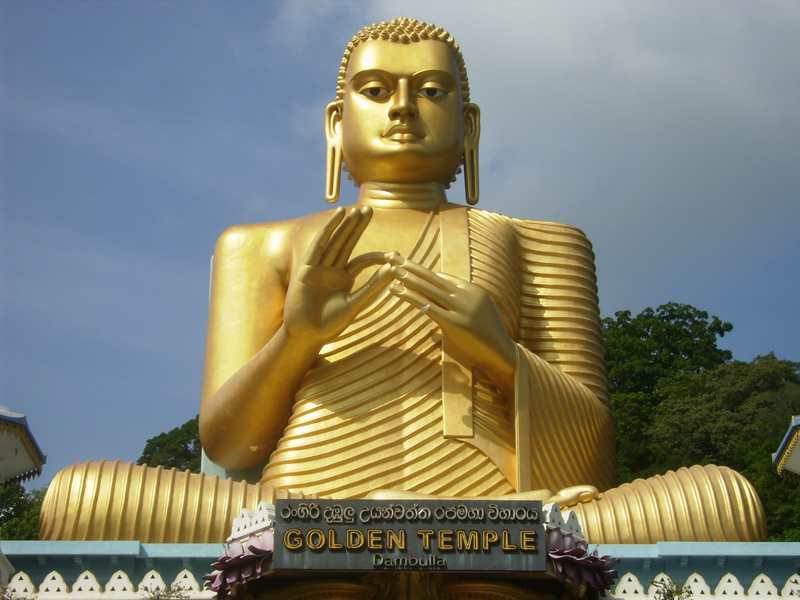
Дамбулла
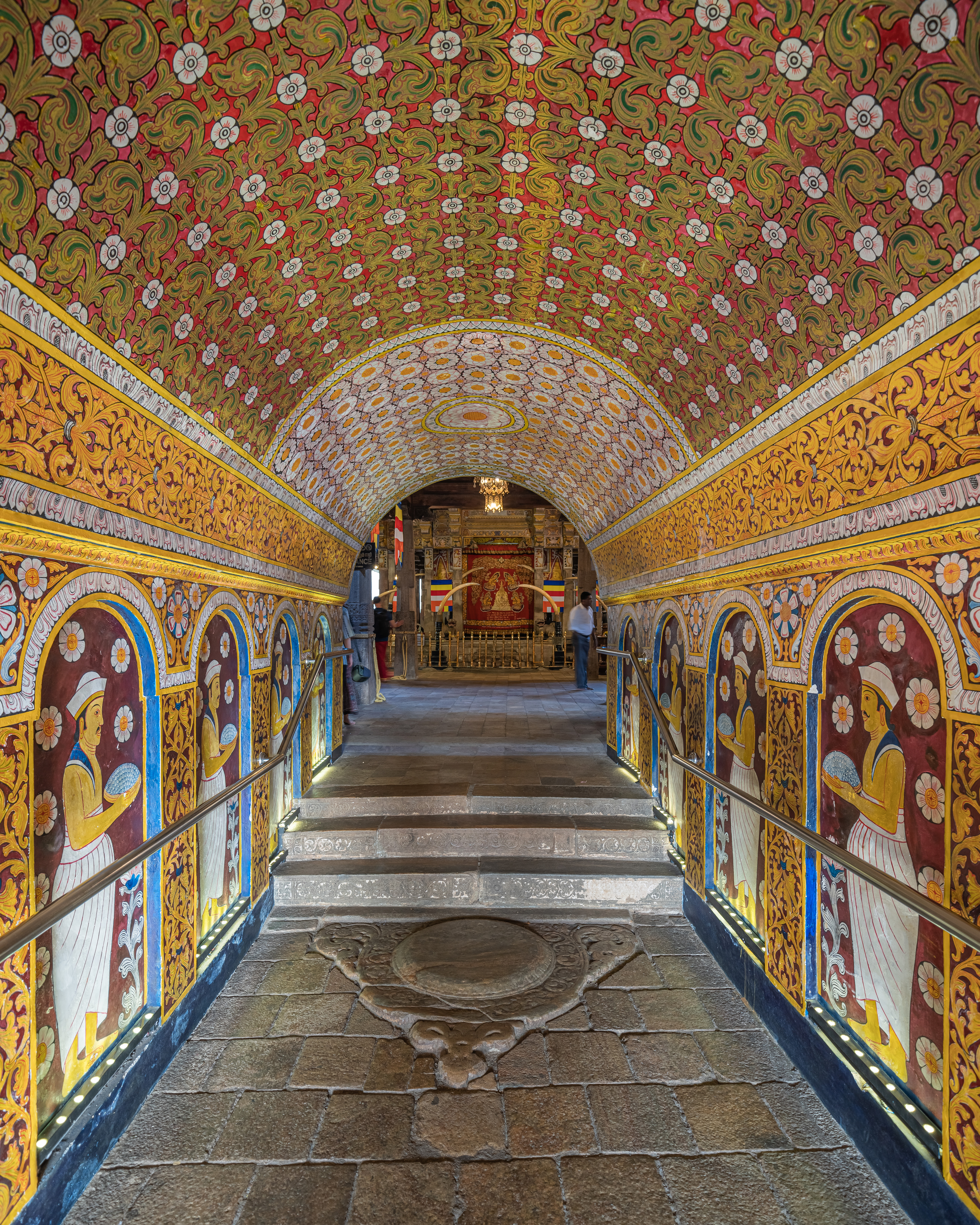
Храм Зуба Будды, Канди
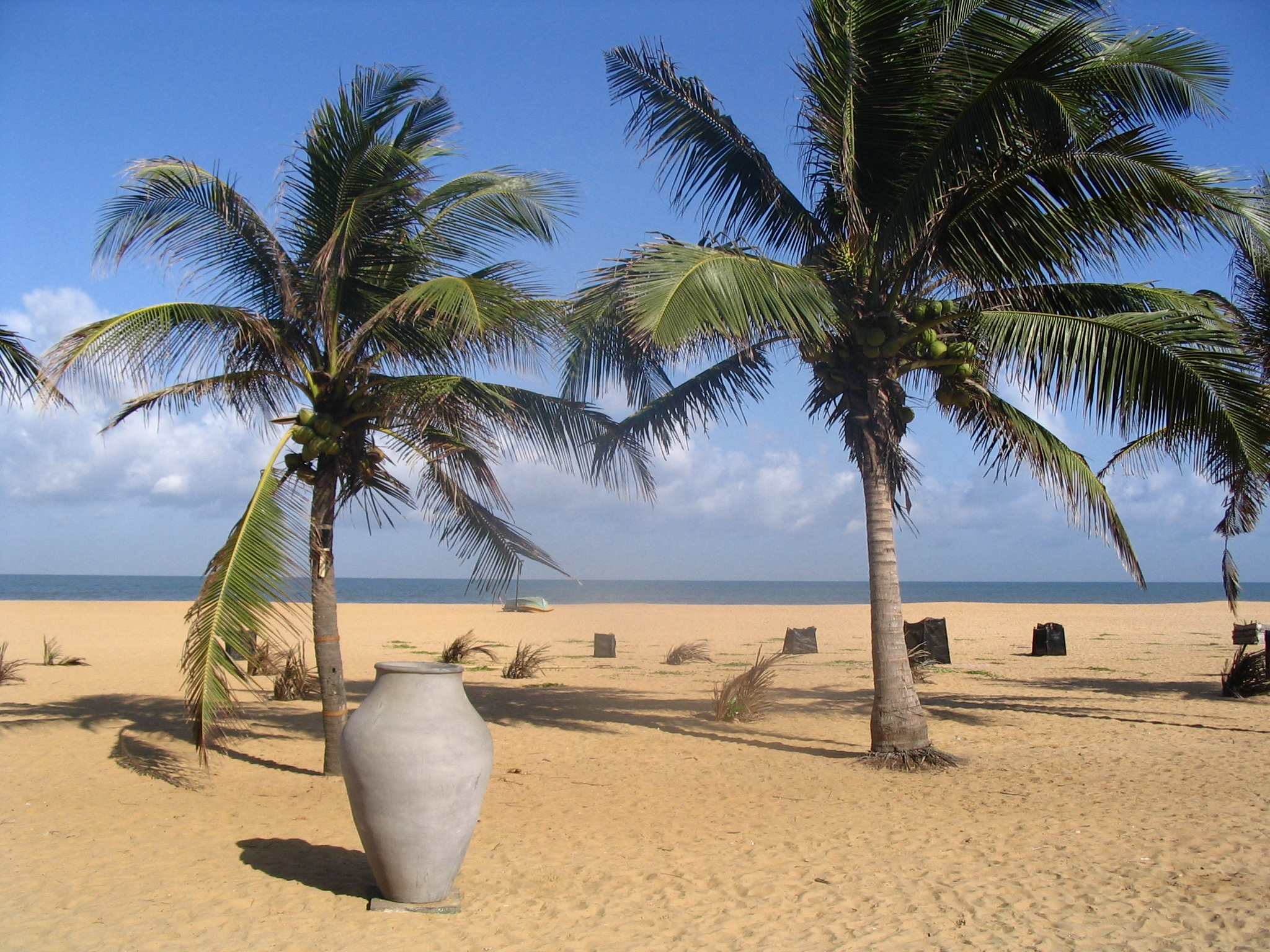
Пляж в Негомбо